# 小田急電鉄のダイヤ改正
小田急電鉄のダイヤ改正（おだきゅうでんてつのダイヤかいせい）では、小田急電鉄において実施のダイヤ改正と輸送体系の変遷について述べる。
本項では、系列会社である小田急箱根（旧：箱根登山鉄道）の鉄道線におけるダイヤ改正についても一部記述する。小田急ロマンスカーの運行の歴史についての詳細は当該項目を参照のこと。また、駅名が改称された駅については、基本的には当時の駅名で記述する。

## ダイヤ改正の変遷

### 開業から終戦まで

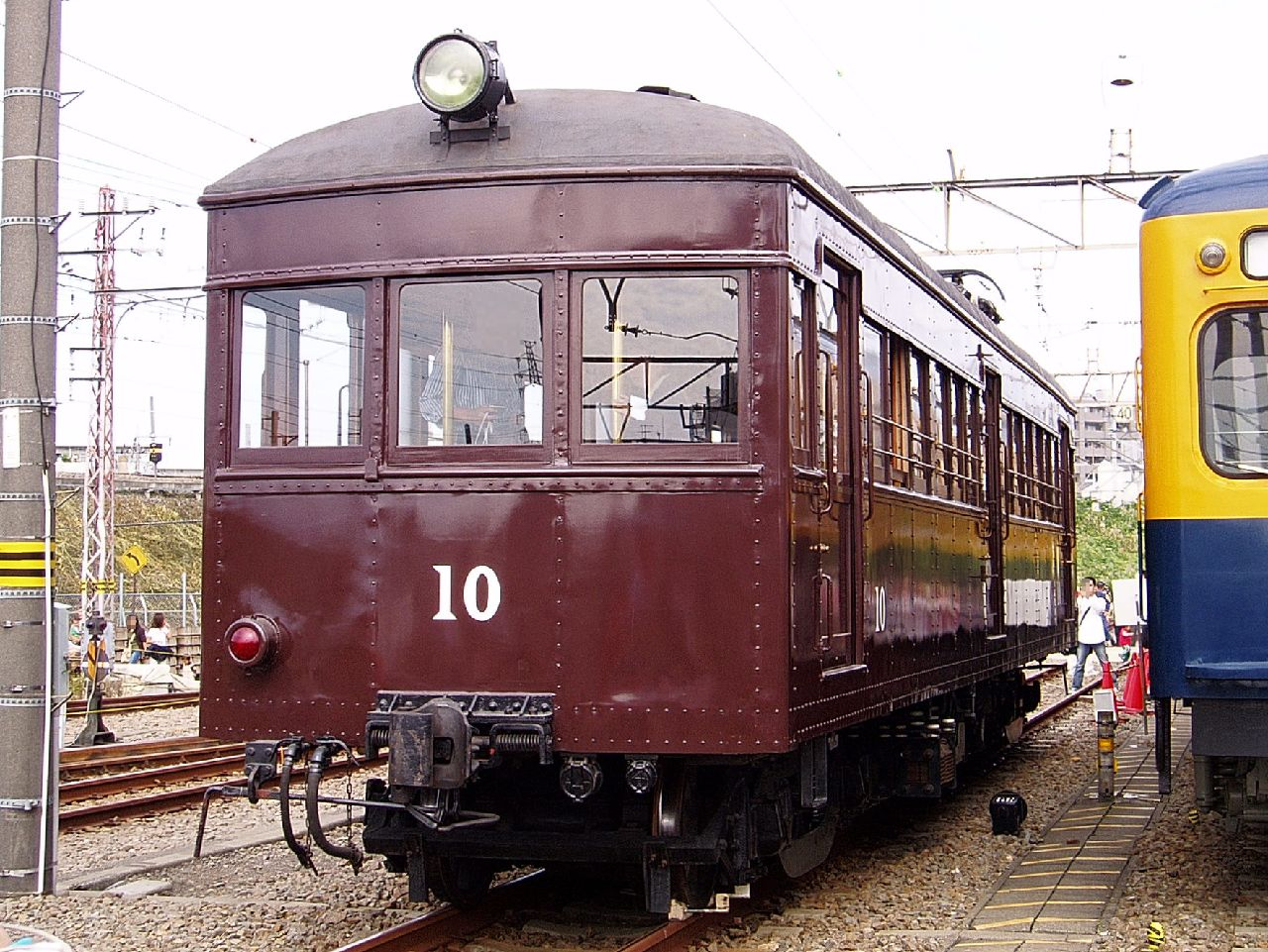
開業当時の車両（モハ1形復元車）

1927年4月1日、新宿駅と小田原駅の間が一部単線で小田原線として開業し、37駅が開設された。列車種別は各駅停車と直通の2種類が設定された。各駅停車は近郊区間にあたる新宿駅から稲田登戸駅までの間のみの運行であったのに対し、直通は新宿駅と稲田登戸駅の間では経堂駅にのみ停車をし、稲田登戸駅以西は各駅に停車した。開業当時は直通が45分間隔、各駅停車は経堂駅までが5分間隔で、稲田登戸駅までは10分間隔となっていた が、実際にはそれだけの需要はなく、同年6月には直通が60分間隔、稲田登戸駅までは8分から15分間隔に減便されている。
同年10月15日、新宿駅と小田原駅の間の全線複線化が完成したことから、新たに急行が設定された。当初は急行・直通とも60分間隔で、両者あわせて30分間隔であった が、これもそこまでの需要がなく、翌年3月には急行は1日3往復に減便されている。
1929年4月1日、大野信号所（現在の相模大野駅）と片瀬江ノ島駅の間に江ノ島線が開業した。江ノ島線は直通が60分間隔での運行で、このほかに不定期急行が1日3往復設定された。
1935年6月1日、「週末温泉列車」と称する新宿駅と小田原駅を無停車で運行する列車の運行が開始され、箱根方面への観光客輸送にも力を入れるようになるが、戦争の影響により1942年1月、運行を取りやめている。
戦争の影響により、1944年11月の改正では急行も廃止され、各駅停車と直通のみの運行となり、1945年6月には、直通も廃止され、全線各駅停車のみの運行となり、終戦を迎えた。
なお、戦時中の1941年11月25日 - 1943年4月1日には神中鉄道（現在の相模鉄道）の海老名駅から本厚木駅までの直通運転が行われた。

### 終戦から1960年まで
終戦後もしばらくは、全線各駅停車のみの運行だったが、1946年2月、1943年に中止された相模鉄道の海老名駅から本厚木駅までの直通運転が再開され、1946年10月1日には新たに準急が設定された。運行開始当初の準急は、新宿駅、下北沢駅、経堂駅、成城学園前駅、稲田多摩川駅以西各駅に停車した。
また、1948年9月には準急のうち豪徳寺駅以西が各駅停車となる区間準急（通称「桜準急」）が運行される など、優等列車が順次設定された。
そして、1948年10月16日には、新宿駅と小田原駅の間を無停車の特急が土休日限定ながら運行開始となり、1949年10月1日には、特急の毎日運行と急行が復活した。

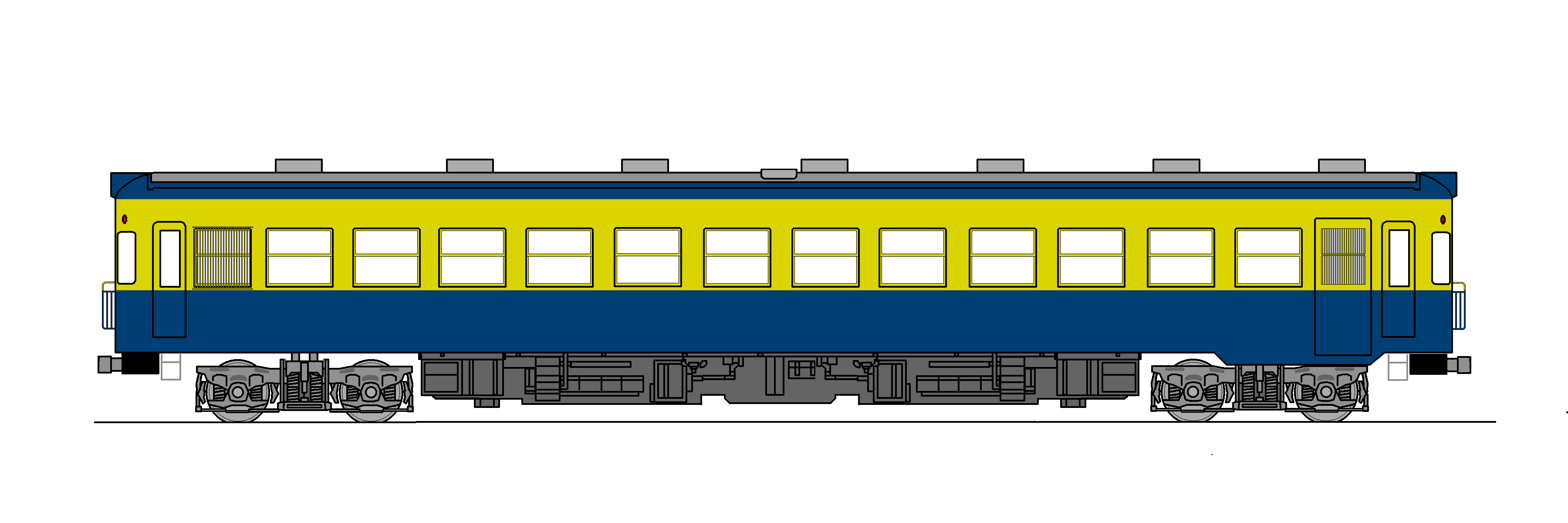
御殿場線乗り入れのため1955年に登場したキハ5000形

1950年8月1日には、箱根登山鉄道小田原駅 - 箱根湯本駅間への小田急電車の乗り入れが開始された ほか、1955年10月1日には新松田駅構内の連絡線を経由して日本国有鉄道御殿場線へ乗り入れる列車が設定され、小田急の車両は静岡県に新たに進出した。この列車は、小田急線内では特急扱いであるが、国鉄線内では準急扱いとなったため、特別準急という種別となった。
また、優等列車の停車駅にも変化が見られ、1949年10月の急行復活時、急行の停車駅は、新宿駅、下北沢駅、稲田登戸駅、新原町田駅、本厚木駅、伊勢原駅、鶴巻駅（現・鶴巻温泉駅）、秦野駅 - 新松田駅の各駅、小田原駅であった が、1951年4月1日には急行の相模大野駅停車開始 と準急の成城学園前駅以西の各駅、1955年3月25日には通勤急行の運転も開始され、小田原線内では急行通過の稲田多摩川駅への停車と急行の走らない江ノ島線でも運転が行われた。なお、江ノ島線では、1959年4月から急行の運転が開始された。

### 1960年代 - 高密度通勤ダイヤの開始
1960年3月25日改正と同時に百合ヶ丘駅が小田原線西生田駅と柿生駅の間に開業した。この頃からラッシュ時の混雑が激しくなっていたため、1960年11月の改正では、朝ラッシュ時の各駅停車に2400形などの加減速性能の高い車両を集中的に運用することで高速化を図り、従来の準急停車駅のうち和泉多摩川駅 - 喜多見駅間を通過する通勤準急の運行を開始することで、近郊区間の優等列車本数を倍増させる方策に出た。
1963年11月には、新宿駅の改良工事が一部を残して完成し、新宿駅の発着線が5線になったのを機に増発を実施している。この時に東北沢駅での朝ラッシュ時優等列車待避は行われなくなり、ピーク時1時間に30本の列車が運行される輸送力重視の平行ダイヤとなった。

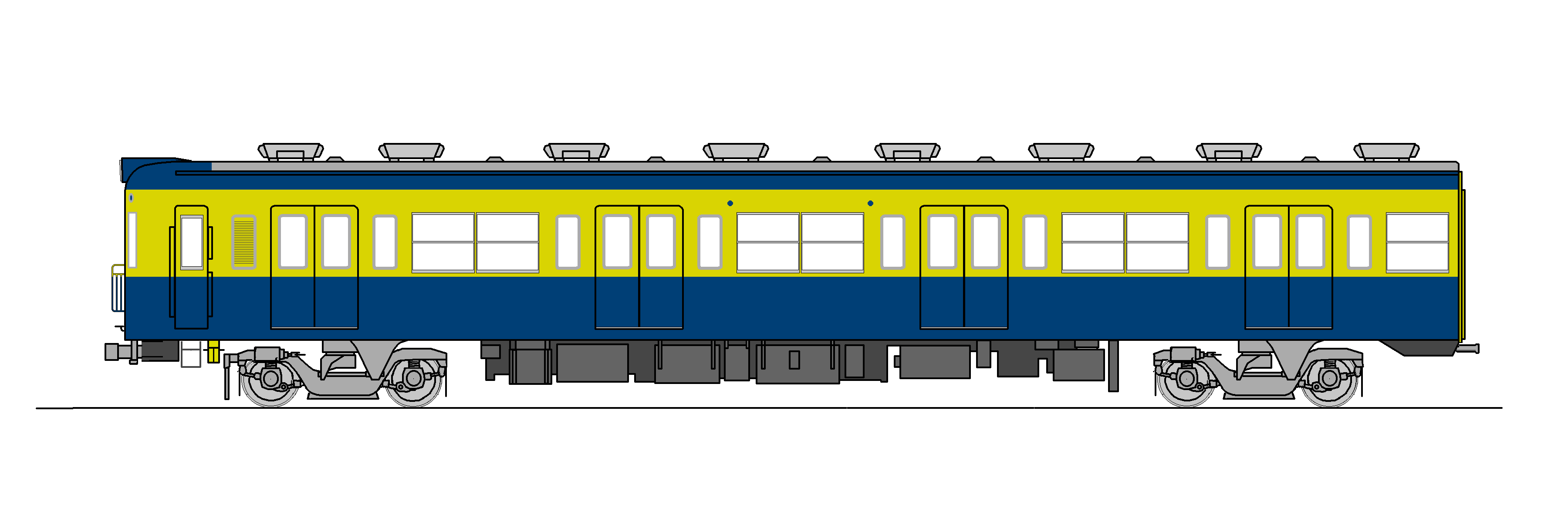
各駅停車の輸送力増強のため1963年に登場した2600形

1964年11月5日改正では、急行の8両編成化が実施され、日中の急行のほとんどが相模大野駅で分割・併合を行なうようになった。各駅停車には収容力を増大した新型電車として2600形が投入されている。通勤準急は準急に統合され、喜多見駅 - 和泉多摩川駅間は通過となった。日中には当時の急行停車駅に経堂・成城学園前・登戸を追加した快速準急の運行が開始された。この改正と同時に、江ノ島線急行の本鵠沼駅および鵠沼海岸駅の停車が開始されている。また、相模鉄道からの海老名駅 - 本厚木駅間直通運転は廃止となった。
1966年6月1日改正からは特急「さがみ号」が向ヶ丘遊園駅と新松田駅にも停車するようになった。
1966年11月7日改正と同時に湘南台駅が江ノ島線長後駅と六会駅間に開業した。急行の運転時間拡大による増発が図られ、江ノ島線の急行は毎時2本運転となった。また、朝ラッシュ時の準急の8両編成化が実施された。なお、この年には2600形6両編成に2200形2両を連結した8両編成の試運転が行なわれているが、実施は見送られている。
1967年11月改正ではさらに通勤時間帯の増発が行われ、朝ラッシュ時の急行・準急・各駅停車の本数が1:1:1となった。この時、各駅停車は優等列車を経堂駅で2本まとめて待避するようになった。

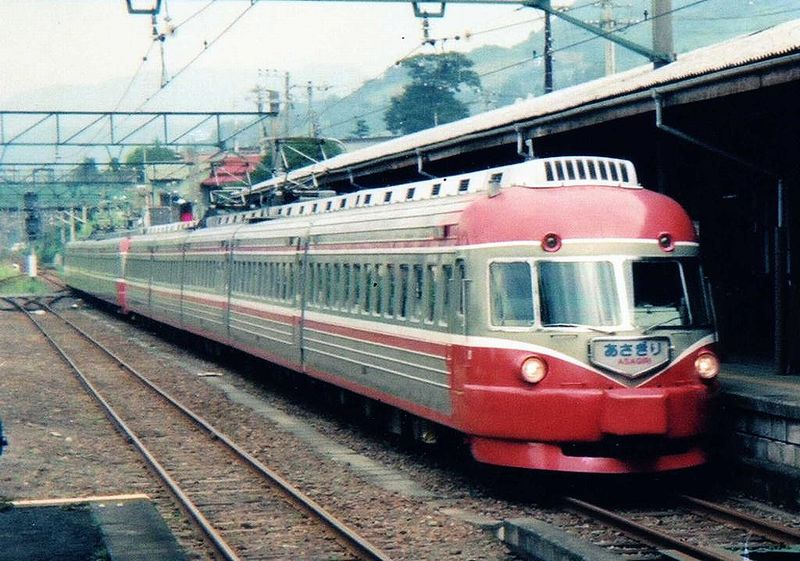
1968年から御殿場線直通に使用されることになった3000形SSE車

1968年7月1日からは、御殿場線の電化により直通列車についても電車化され、愛称も「あさぎり」に統一されることになった。これにともない、キハ5000形・5100形に代えて3000形SE車を5両編成に短縮改造した車両が登場した。同年10月には国鉄で準急という種別が廃止され、全て急行へ格上げされたのに伴い、小田急線内での種別は連絡急行となった。さらに11月には朝ラッシュ時の上りの通勤急行、準急の8両編成を各1本ずつ増発、通勤急行を下りにも運行。日中の快速準急を大型車の6両編成に変更。
1969年11月改正では、急行の大型8両編成化が実施された。登場したばかりの5000形を2編成連結した以外に、4000形6両編成に1800形2両を連結した編成でも運行された。

### 1970年代 - 通勤輸送の増強に追われる時期
1971年4月19日改正では急行が成城学園前駅に停車を開始したことにより、通勤急行が廃止される とともに、朝ラッシュ時の各駅停車の優等列車待避駅が変更され、成城学園前駅・経堂駅で1本ずつ待避することになった。同年10月のダイヤ改正では、それまで新宿から松田までノンストップだった連絡急行「あさぎり」の町田停車が開始された。これは、気動車時代と比較して3倍に増加した定員に対して利用者数が追いつかない状況となったため、乗車率の改善と同時に沿線利用者の利便を図ったものである。
1972年3月14日改正では、朝ラッシュ時に限り準急が経堂駅を通過するように、夕ラッシュ時に限り急行が海老名駅に停車するようになった。快速準急は廃止され、準急に統合された。それまでは朝ラッシュ時には1時間に30本まで増発されていたが、編成両数の増加により1時間に29本に減少し、増発の余裕がなくなっている。これ以後の朝ラッシュ時の輸送力増強は編成両数の増加が主となる。なお、1964年に地上3線（8両編成対応）・地下2線（6両編成対応）への改良工事が終了した新宿駅であったが、輸送力の増加に対応できず、さらに10両編成対応にする必要に迫られたため、1972年から再度大改良工事が開始され、地上3線のみでの運用を強いられることになった。
1972年12月18日改正では、急行は終日海老名駅に停車するようになった ほか、愛甲石田駅、大根駅（現・東海大学前駅）についても急行停車駅に追加された。また、江ノ島線各駅停車の大型車6両編成による運行が開始された。1時間29本の内訳は急行9本・準急10本・各駅停車10本となった。

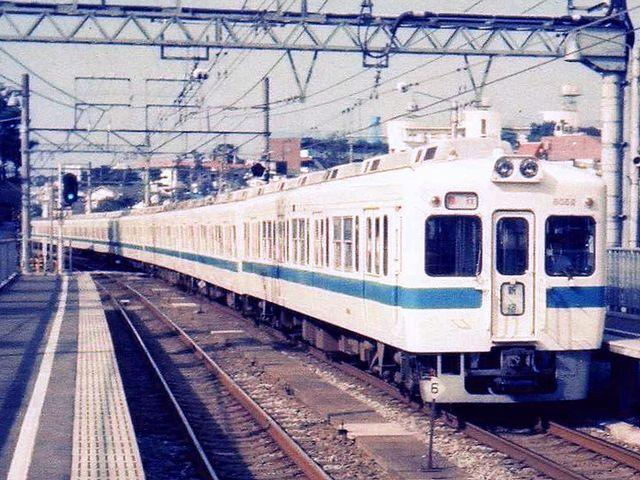
1977年からは10両編成の急行が運行開始

1974年6月1日改正では多摩線が開通し、新百合ヶ丘駅、五月台駅、栗平駅、黒川駅、小田急永山駅の各駅が開業した。新設された新百合ヶ丘駅は急行停車駅となった。また、帝都高速度交通営団（現・東京地下鉄）千代田線の霞ケ関駅 - 代々木公園駅間開業に伴い、代々木公園駅と乗換え可能であった代々木八幡駅に、朝ラッシュ時の準急の停車が開始された。
1977年7月1日改正では、新宿駅 - 本厚木駅間において急行の10両編成運転が開始された。1時間29本の内訳は急行10本・準急10本・各駅停車9本となった。

#### 1978年 - 千代田線直通運転開始

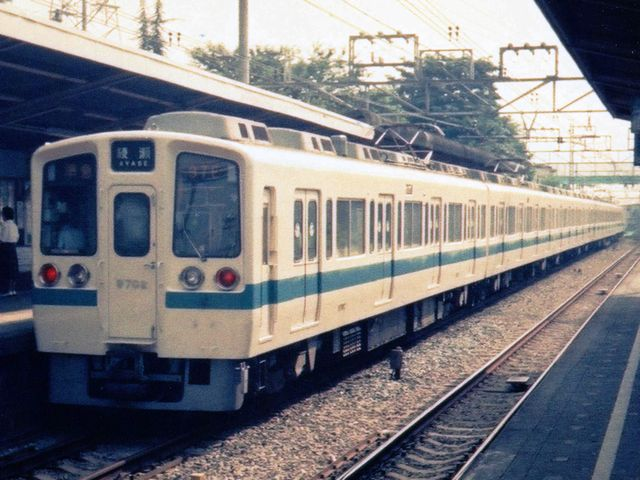
1978年から9000形が営団千代田線に乗り入れを開始

1978年3月31日に実施されたダイヤ改正でのポイントは、営団千代田線との直通運転開始である。同時に、それまで各駅停車のみ停車していた代々木上原駅に、急行と準急が停車することになった。本改正により、1974年6月1日より行なわれていた、平日朝の準急の代々木八幡駅停車は解消された。なお、ダイヤ構成の関係から、千代田線直通準急のうち朝の1本目に限り、生田駅 - 百合ヶ丘駅間を通過することになり、小田急社内では「スキップ準急」と呼ばれていた。この時から、準急についても10両編成化されている。
その後、1979年3月26日・同年7月16日・1980年7月14日と3次にわたってダイヤ改正が実施され、車両大型化・増発などが行われている。

### 1980年代

#### 1981年 - 新宿駅地下ホーム使用開始
1981年7月13日に実施された改正では、新宿駅の改良工事進捗により、同駅の地下ホームを供用開始した。
1972年から施工されていた新宿駅の大改良工事の期間中、新宿駅では地上3線のみが使用可能で、特急が1番線（1番・2番ホーム）、急行と準急が2番線（4番ホーム）と3番線（5番・6番ホーム）、各駅停車は1番線（2番ホーム）と2番線（3番ホーム）を使用していたことが、ダイヤ作成のネックとなっていた。本改正では、地下の4番線（7番・8番ホーム）・5番線（9番・10番ホーム）が使用開始になったことで、各駅停車は全列車が地下ホームからの発着となった ほか、新宿駅に到着後回送となる列車についても地下ホームに到着させることが可能になったため、ダイヤ作成の上で余裕が生まれることとなった。
しかしながら、地上ホームの改修は終了していなかったため、1番線は同年7月13日から同年10月9日まで、2番線は同年10月10日から1982年1月11日まで、3番線は1982年1月12日から3月31日まで工事のため閉鎖を余儀なくされていた。
本改正の前日7月12日限りで、1800形は運用終了となった。

#### 1982年 - 箱根登山線直通車両の大型化

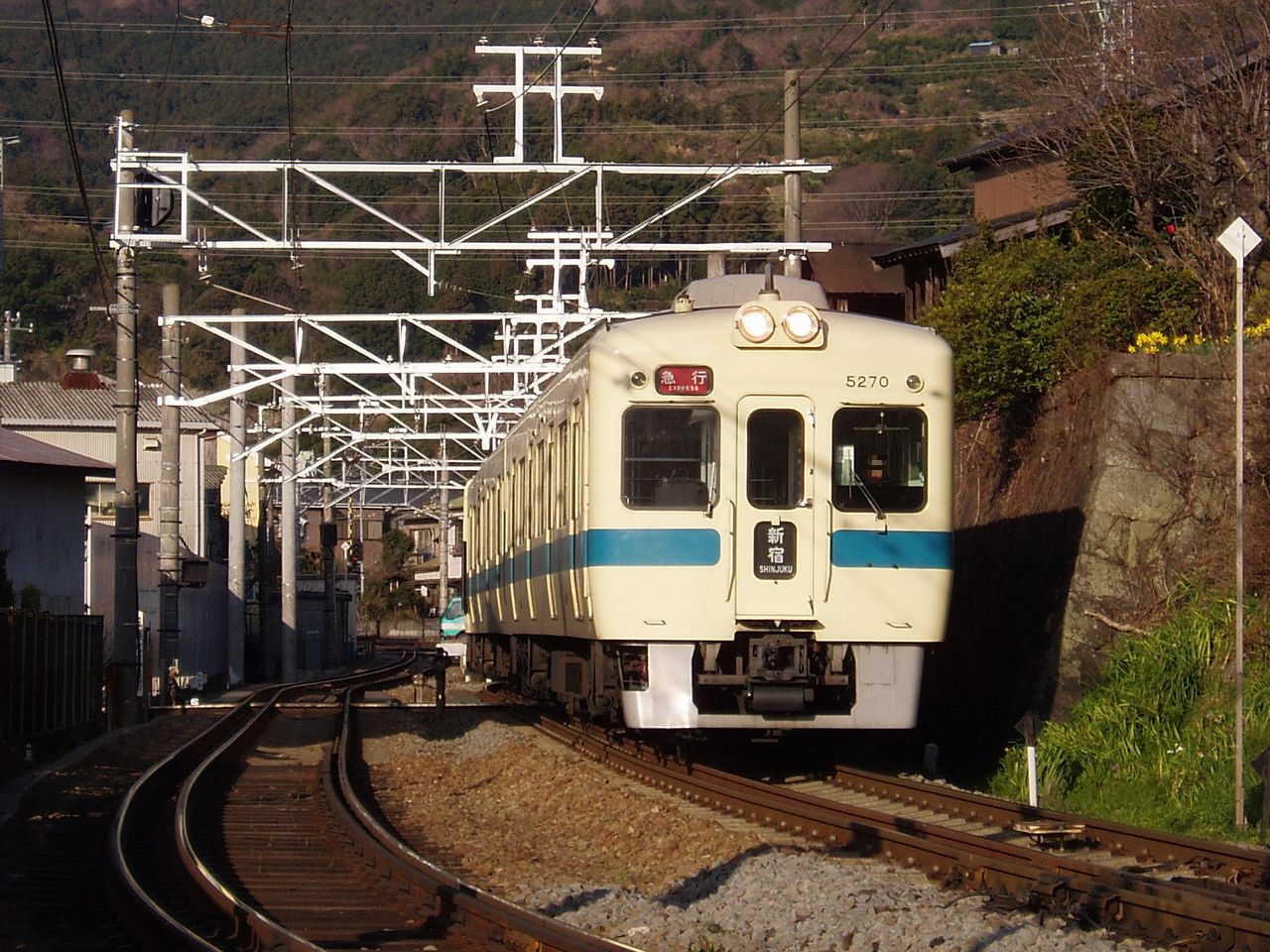
1982年から箱根登山線に大型車が乗り入れ開始

1982年7月12日に行なわれたダイヤ改正で特筆されるのは、箱根登山線の改良工事完了にともなう直通列車の大型化である。
それまで箱根登山線直通列車は中型車4両編成が限界であり、必然的に新宿からの直通急行も中型4両編成に制限されていた。相模大野駅以東は10両編成であっても、相模大野以西では急行であるにもかかわらず非冷房の中型4両編成となるため、輸送力確保・旅客サービスの点でネックとなっていた。本改正ではこれを大型6両編成に変更することで、輸送力・乗客サービスの向上を図った。本改正以後、箱根登山線への直通列車は大型6両編成が基本となった。その他、新宿駅の改良工事が完了したことによりホーム容量に余裕が生まれたため、増発も実施された。なお、本改正からは江ノ島線の夏季特別ダイヤの設定はなく、通常のダイヤへ不定期列車を設定することで対応することになった。
1983年3月23日改正では、新型通勤電車である8000形の導入にともなう、主に輸送力増強のダイヤ改正となった。また、それまで他形式との併結運用がなかった2600形にも併結運用が設定され、車両運用の弾力化が図られた。一方で、それまで急行は新松田駅 - 小田原駅間を通過しており、これに接続する各駅停車を設定していたが、本改正では小田原駅で折り返しとなる急行の一部を栢山駅・富水駅・螢田駅・足柄駅にも停車させることになった。
1984年3月26日改正は、同年4月9日の東急田園都市線中央林間駅延伸開業による乗客増を見込んだもので、江ノ島線の輸送力増強に主眼を置いたものであった。なお、ダイヤ改正に先立つ1月31日限りで定期貨物列車の運行が終了、3月20日限りで小荷物・手荷物輸送も廃止された。そして改正後間もない3月31日限りで社用品などを輸送するための配送列車の運行も終了となった。
1985年3月14日改正での列車の増発などは小規模であったが、本改正と同時に、全種別・全列車の列車番号付番法則が、将来の運行管理システム導入に対応して変更されている。また、本改正と同時に小田原線新松田駅 - 栢山駅に開成駅が開業した。
1986年3月24日改正では、主に江ノ島線や小田原線相模大野駅 - 本厚木駅間における朝ラッシュ時における増発が中心となった。本改正から、4000形冷房改造車が運用開始となった。
1987年3月23日改正は、小田原線相模大野以西の増発や、ラッシュ時のピーク前後の輸送力増強が主な内容となった。なお、急行の相武台前駅停車は、本改正で休日の停車がなくなり、平日のみとなった。

#### 1988年 - 各駅停車の8両編成化

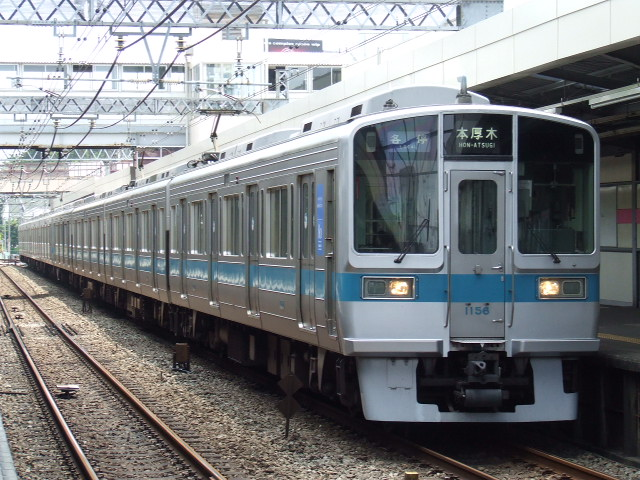
1000形を導入することで各駅停車を8両編成に増強

1988年3月22日のダイヤ改正では、新型通勤電車である1000形の営業運転開始と、それに伴う近郊区間（新宿駅 - 向ヶ丘遊園駅間）各駅停車の8両編成化が大きく宣伝された。また、多摩線についても車両の大型化と増発が行なわれた。
1989年3月27日改正は、夕方・夜間の急行増発と準急・各駅停車の8両編成列車の増加が主な内容となった。また、1000形の千代田線直通運用が開始された。また、本改正から本厚木駅に「あしがら号」上り1本が停車することになった。なお、本改正に先立つ1989年1月19日限りで、小田急から非冷房の中型通勤車両は全廃となり、モノレール線を除いてすべての車両が大型冷房車となった。

### 1990年代 - 特急ロマンスカーの新展開
1990年3月27日改正でのポイントは、多摩線の延伸による唐木田駅開業である。各駅停車は8両編成で運転される列車がさらに増強された。また、中央林間駅に急行が停車するようになった。本改正で、朝方の上り1本のみ設定されていた生田駅 - 百合ヶ丘駅間通過の準急（スキップ準急）は廃止となり、9000形の千代田線直通運用も終了した。

#### 1991年 - 「あさぎり号」相互直通運転開始

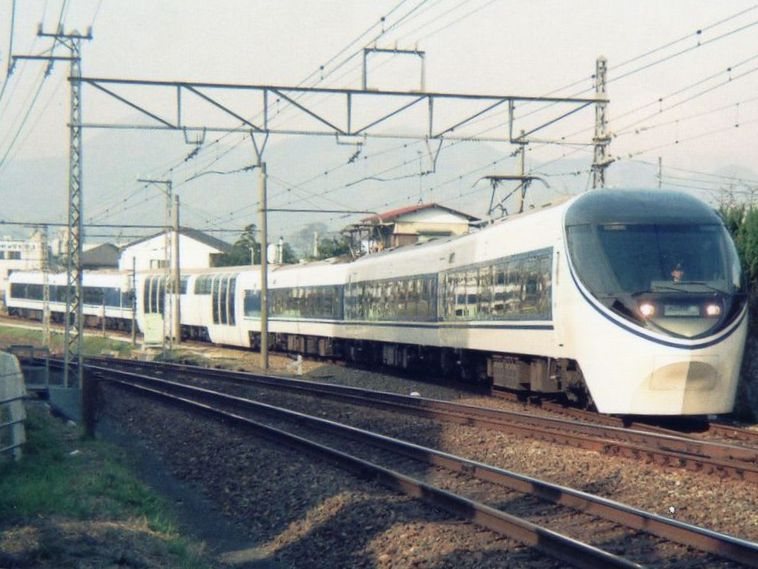
1991年から小田急に乗り入れるようになった371系

1991年3月16日に行なわれたダイヤ改正でもっとも大きく宣伝されたのは、東海旅客鉄道（JR東海）御殿場線直通列車「あさぎり号」の特急化と乗り入れ区間の延長、それに伴う20000形「RSE」就役である。
1955年から運行されている御殿場線直通列車は、これまで小田急の車両が御殿場駅まで乗り入れる「片乗り入れ」（御殿場線内も小田急の乗務員がそのまま担当）となっていた。本改正では、JR東海も371系を乗り入れのために新造し、相互乗り入れに変更されることになった。また、同時に運行区間も沼津駅まで延長され、列車種別も連絡急行から特急に変更、松田駅で乗務員の交替が行われることになった。同時に「あさぎり号」の停車駅の見直しも行なわれ、裾野駅および沼津駅に停車開始する代わりに、全列車が山北駅および谷峨駅を、一部列車は駿河小山駅を通過することになった。
なお、従来の平日ダイヤは月曜日から土曜日までとなっていたが、本改正からは平日ダイヤは月曜日から金曜日までとなり、それまでの休日ダイヤは土休日ダイヤに変更された。週休二日制の浸透に伴うもので、これに伴いそれまで平日ダイヤのみ設定されていた千代田線直通準急が、休日ダイヤにおいても設定されることになった。また、朝ラッシュピーク時の列車のうち、準急5本を急行に変更したため、1時間29本の内訳は急行15本・準急5本・各駅停車9本となった。
1992年3月28日改正では、平日日中と夜間の輸送力増強が中心となり、小田原・箱根湯本発着急行の一部で車両の連結・切り離しが相模大野駅から海老名駅に変更されている。また、朝ラッシュ時の輸送力増強策として、10両固定編成の投入で編成中間の運転台をなくして定員増に充てている。
1993年3月20日 と1994年3月27日にもダイヤ改正が実施された。1993年のダイヤ改正では、新宿駅 - 相模大野駅間における急行列車の増発、朝ラッシュ時間帯に新宿へ到着する各駅停車全列車の8両編成化、江ノ島線で運行される急行全列車の6両編成化が行なわれている。
1995年3月4日改正では、「あしがら号」の一部列車が本厚木駅にも停車するようになった。また、小田原線新宿駅 - 秦野駅間における10両編成による急行の運転が開始された。
1996年3月23日改正では、30000形「EXE」の就役と同時に特急の運行体系の変更が行なわれた。「はこね号」として運転していた列車のうちほとんどの列車が町田駅に停車することになったため、町田駅に停車しない列車を「スーパーはこね号」に改称した。また30000形「EXE」の就役によって「はこね号」「あしがら号」と「えのしま号」の併結運転が開始された。これと同時に、「えのしま号」が大和駅にも停車するようになった。
1997年6月23日改正では小田原線喜多見駅 - 和泉多摩川駅間の複々線化が完成したことに伴うダイヤ改正が実施され、朝ラッシュ時の向ヶ丘遊園駅 - 新宿駅間の急行の所要時間が5分短縮され、また特急「えのしま号」の増発が行われた。
1998年8月22日改正では、相模大野駅改良工事完成と、急行の全線10両編成化が行なわれた。この改正から特急ロマンスカー「はこね号」、「あしがら号」、「えのしま号」の相模大野駅および「あしがら号」の秦野駅停車を開始した。なお、本鵠沼駅および鵠沼海岸駅については、ホーム延伸が行なわれず、10両編成で運行される急行は両駅を通過することになった。同日より、江ノ島線六会駅は六会日大前駅に改称された。

#### 1999年 - ホームウェイ号・サポート号新設

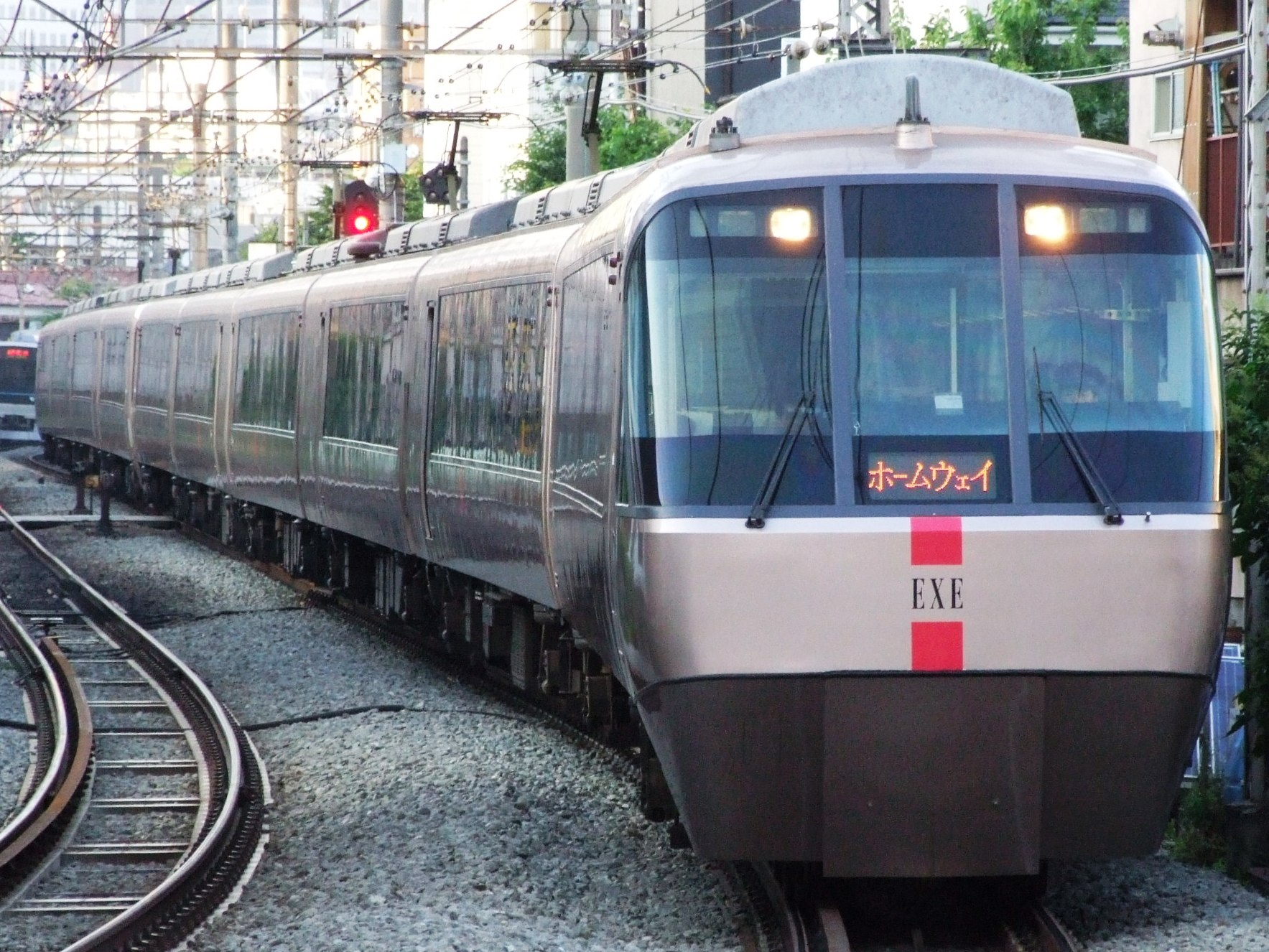
1999年から運行を開始した「ホームウェイ号」

1999年7月17日改正では、主に特急の運行体系・列車名が大幅に変更された。それまで「さがみ号」「あしがら号」として運行されていた列車は「サポート号」に一本化されたほか、18時以降に新宿駅を出発する特急については、すべて「ホームウェイ号」に変更された。また、町田駅、本厚木駅、秦野駅へ停車する特急の本数が増加した。
平日の一部急行に限り行われていた相武台前駅停車については、本改正で廃止となった。また、それまで多摩線と小田原線を直通する列車は朝方上りだけの設定であったが、本改正で新宿駅始発唐木田駅行の各駅停車が新設された。
さらに、24時台の列車本数を1本減便するとともに、平日の新宿発最終列車が向ヶ丘遊園駅行きから経堂駅行きに変更になるなどにより、最大13分繰り上げられた。なお、首都圏のJRおよび大手私鉄では初の終電繰り上げとなった。

### 2000年代 - 複々線化の進展に伴う展開

#### 2000年 - 箱根登山線直通急行の増発など
2000年12月2日改正では、高架化の進展に伴い、経堂駅に停車する準急の設定を大幅に増加させた。経堂駅が高架化に伴い10両編成が停車可能になったことを受けたもので、朝ラッシュ時の上り準急のみ通過する。同時に、相模大野発着の営団千代田線直通準急の大幅な増発を行った。また、箱根登山線直通の急行の増発が図られ、日中の運行本数は毎時2本から4本に倍増した。これにともない、箱根登山線小田原駅 - 箱根湯本駅間では、箱根登山鉄道の車両は日中は走らなくなった。このほか、急行の停車駅に湘南台駅が追加された ほか、急行と特急「ホームウェイ号」においては多摩線直通列車が設定され、初めて多摩線に急行と特急が走るようになった。このうち、急行は初めて千代田線直通として平日の朝ラッシュ時に設定された。またこの改正より、千代田線車両（6000系・06系）が小田急線内で夜間留置となる運用（外泊運用）が登場した。

#### 2002年 - 湘南急行・多摩急行が登場

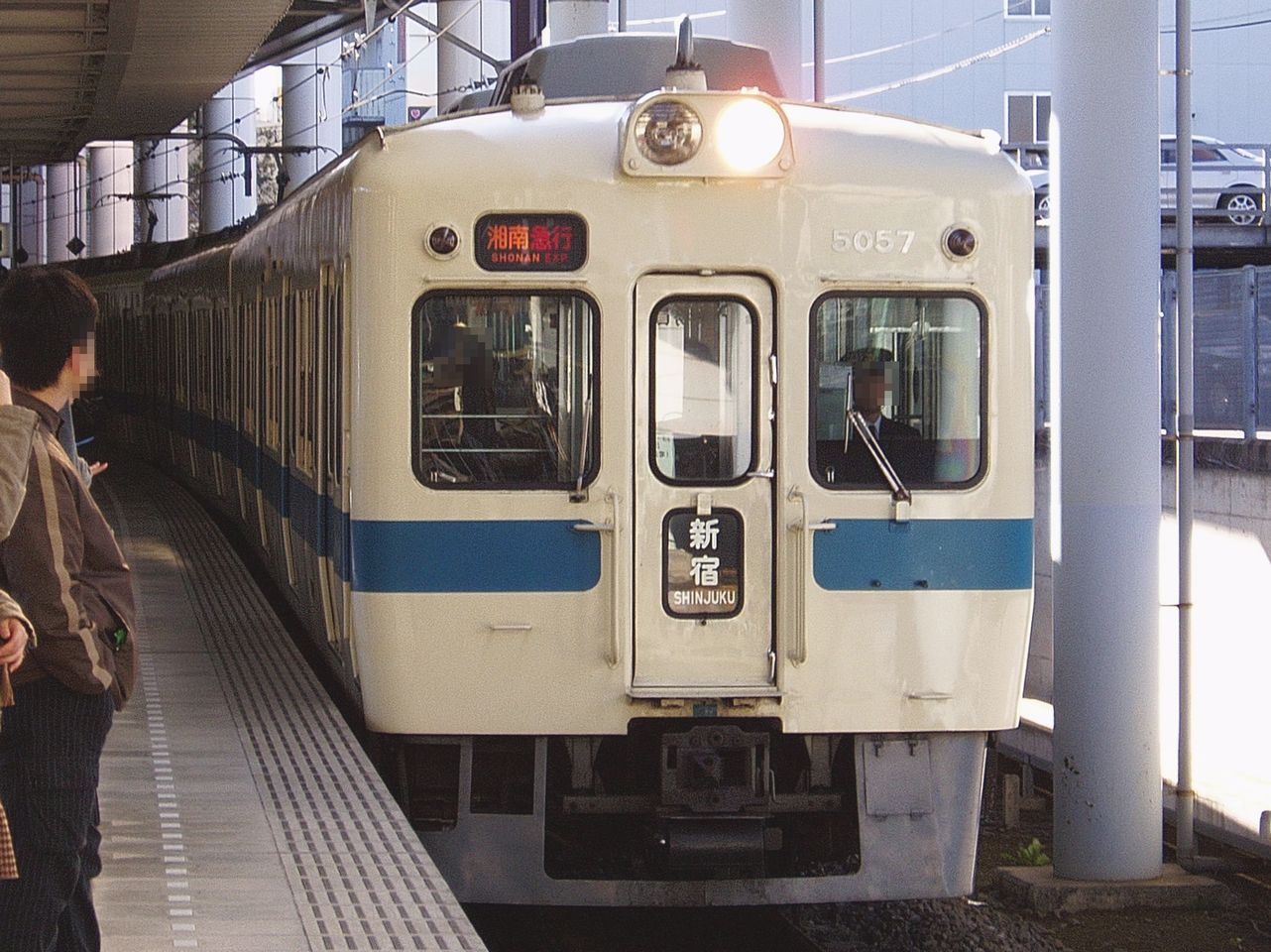
2002年に運転が開始された湘南急行

2002年3月23日のダイヤ改正では、江ノ島線に速達列車が設定された。
江ノ島線系統では、新宿駅 - 藤沢駅（一部列車は片瀬江ノ島駅）間において湘南急行の運転を開始した。これは2001年12月から運転を開始した東日本旅客鉄道（JR東日本）の「湘南新宿ライン」への対抗措置として位置づけられている。
また、千代田線直通列車については相模大野発着から多摩線発着に変更となり、新種別として多摩急行が設定された。多摩急行以外にも、朝ラッシュ時における唐木田駅発営団千代田線直通綾瀬駅行の急行の増便が行なわれた。
その他の改正内容は以下の通り。
- 特急ロマンスカー「サポート号」・「えのしま号」の一部列車の新百合ヶ丘駅停車開始[43][44]。
- 特急ロマンスカー「ホームウェイ号」の本厚木駅行、片瀬江ノ島駅行および唐木田駅の増便（各1本）と秦野駅行2本を小田原駅行に変更[47][44]。
- 小田原線を日中に走る大部分の急行は新宿駅 - 新松田駅間を10両編成で運転（相模大野駅・海老名駅での連結・切り離しの縮小）[43][44]。
- 江ノ島線における準急の廃止[42]。

2003年3月29日改正では、急行停車駅に栗平駅が追加された ほか、「ホームウェイ号」、湘南急行および多摩急行の増発、急行の10両編成での運転、各駅停車の8両編成での運転を増強した。

#### 2004年 - 快速急行・区間準急が登場

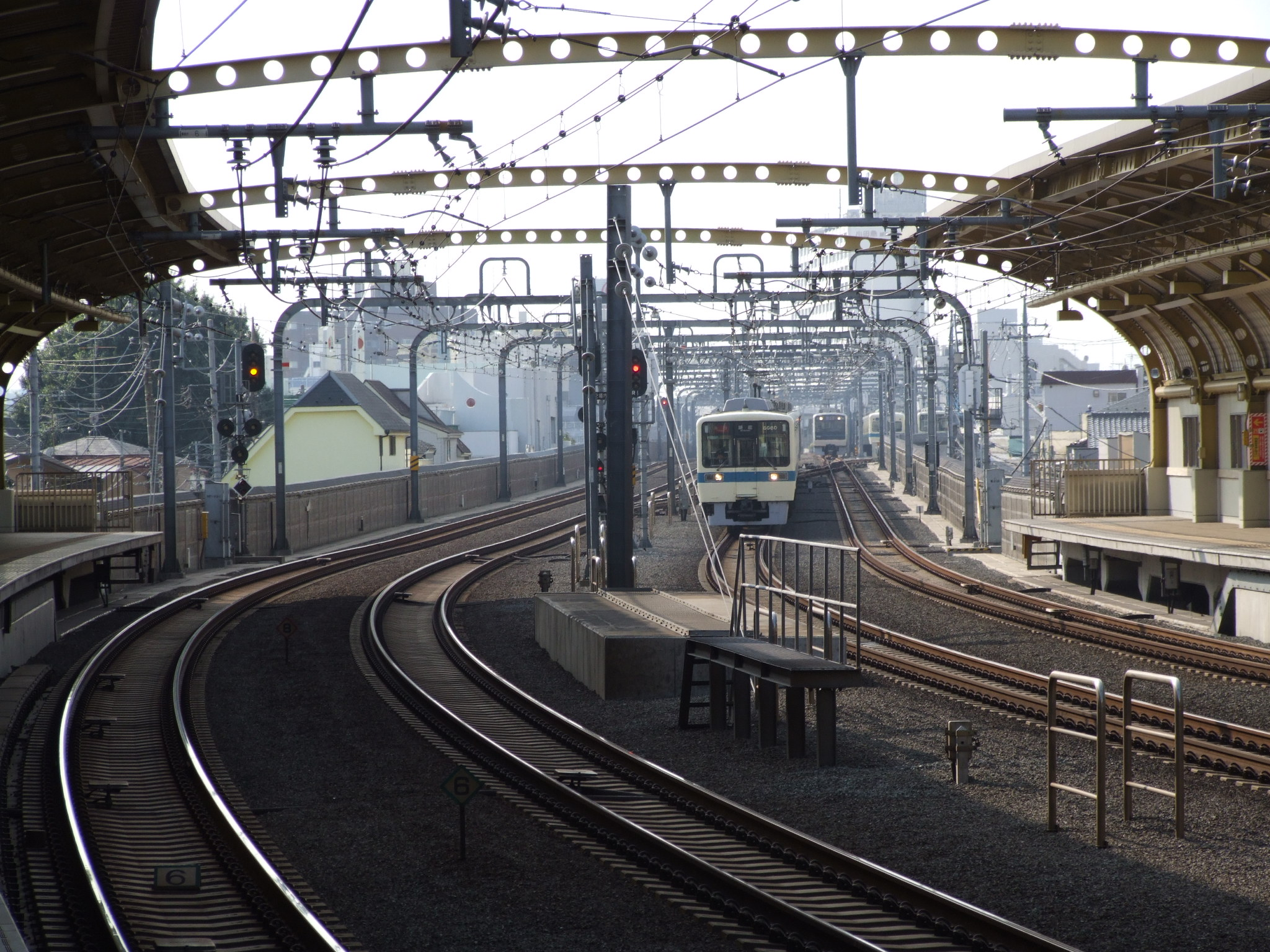
2004年に複々線区間が延長された

2004年12月11日に実施されたダイヤ改正で最大のトピックスは、小田原線梅ヶ丘駅 – 喜多見駅間の複々線化完成である。複々線化以前、各駅停車が優等列車を待避できる駅は経堂駅・成城学園前駅のみで、この区間で優等列車が追い越し可能な各駅停車の本数も2本が限界であった。1997年に一部区間が複々線化されてからもさほど変化はなかったが、本改正ではまとまった区間の複々線化が行なわれたことにより緩急分離運転を実現し、優等列車が各駅停車の運転に縛られることなくダイヤ設定を行うことが可能になった。これにより、特にラッシュ時の優等列車については大幅なスピードアップが図られた。
この複々線化を機に、小田原線下北沢駅 - 新百合ヶ丘駅間をノンストップで走行する快速急行の運転を開始した。新宿駅 - 小田原駅・藤沢駅（一往復のみ片瀬江ノ島駅）間での運転で、湘南急行は快速急行に発展的解消することになった。また、同時に増発も実施された結果、江ノ島線方面の速達列車が多くなったことから、「えのしま号」は減便されることになった。
特急ロマンスカーでは列車名の変更が行なわれ、従来の「はこね号」および「サポート号」を整理し、箱根登山鉄道直通特急を「はこね号」、小田原線内発着特急を「さがみ号」に統一した。「さがみ号」の愛称が復活したことにより、1999年から使用されてきた「サポート号」の愛称は消滅することになった。また、本改正では平日ラッシュ時上りに通勤利用者向けの「さがみ号」の運行が開始されたが、平日朝7時台に新宿に到着する特急は本改正で初めて設定されたものである。
この他、平日の日中（10時 - 17時30分）と土休日ダイヤにおいて、急行が経堂駅にも停車するようになった。また、新種別として区間準急の運行が開始された。停車駅は新宿駅・代々木上原駅・下北沢駅と梅ヶ丘駅以西の各駅で、東北沢駅での工事により同駅での優等列車待避が出来なくなったため、この区間に限って優等列車と同様の速達性を持たせる目的である。
その他の改正内容は以下の通り。
- 新宿駅 - 新松田駅・藤沢駅・片瀬江ノ島駅間における、10両編成で運転される急行の増強[51]。
- 複々線化工事に伴う各駅停車の東北沢駅での通過待ちの廃止[50][51]。
- 唐木田駅発着、千代田線直通多摩急行の夜間における増発（平日10本、土休日6本）と朝ラッシュ時における唐木田駅発千代田線急行の増便（1本）[53]。これに伴って千代田線車両（6000系・06系）の外泊運用が4運用に増え、小田急車両（1000形）が東京メトロの綾瀬車両基地で夜間留置となる運用も登場。
- 多摩線内発着急行の平日朝ラッシュ時における新設（上り2本・下り1本）[52]。
- 準急の箱根湯本乗り入れの再開[54][42]。
- はるひ野駅の開業（多摩線 黒川駅 - 小田急永山駅間）[52]。

また、本改正の前日12月10日をもって、初代4000形は運用終了となった。
2006年3月18日改正では、主に箱根登山線小田原駅 - 箱根湯本駅間におけるダイヤ改正が実施された。それ以外のダイヤについては軽微な変更にとどまっている。それまで日中の列車については全列車が小田急の車両での運行となっていたが、本改正後、同区間において朝夕に残っていた箱根登山鉄道の車両による旅客列車をすべて小田急の車両に置き換えた。本改正後、小田原駅 - 入生田駅間の三線軌条は順次撤去されている。その一方、箱根登山鉄道の車両出入庫のため、入生田駅 - 箱根湯本駅間の三線軌条はこれ以後も維持されている。なお、本改正前の同区間は小田急の車両は小田急の乗務員が、箱根登山鉄道の車両は箱根登山鉄道の乗務員がそれぞれ担当していたが、本改正後は箱根登山鉄道の乗務員も小田急の車両を担当するようになった（早朝・夜間の一部列車のみ）。

#### 2008年 - ロマンスカー地下鉄乗り入れ

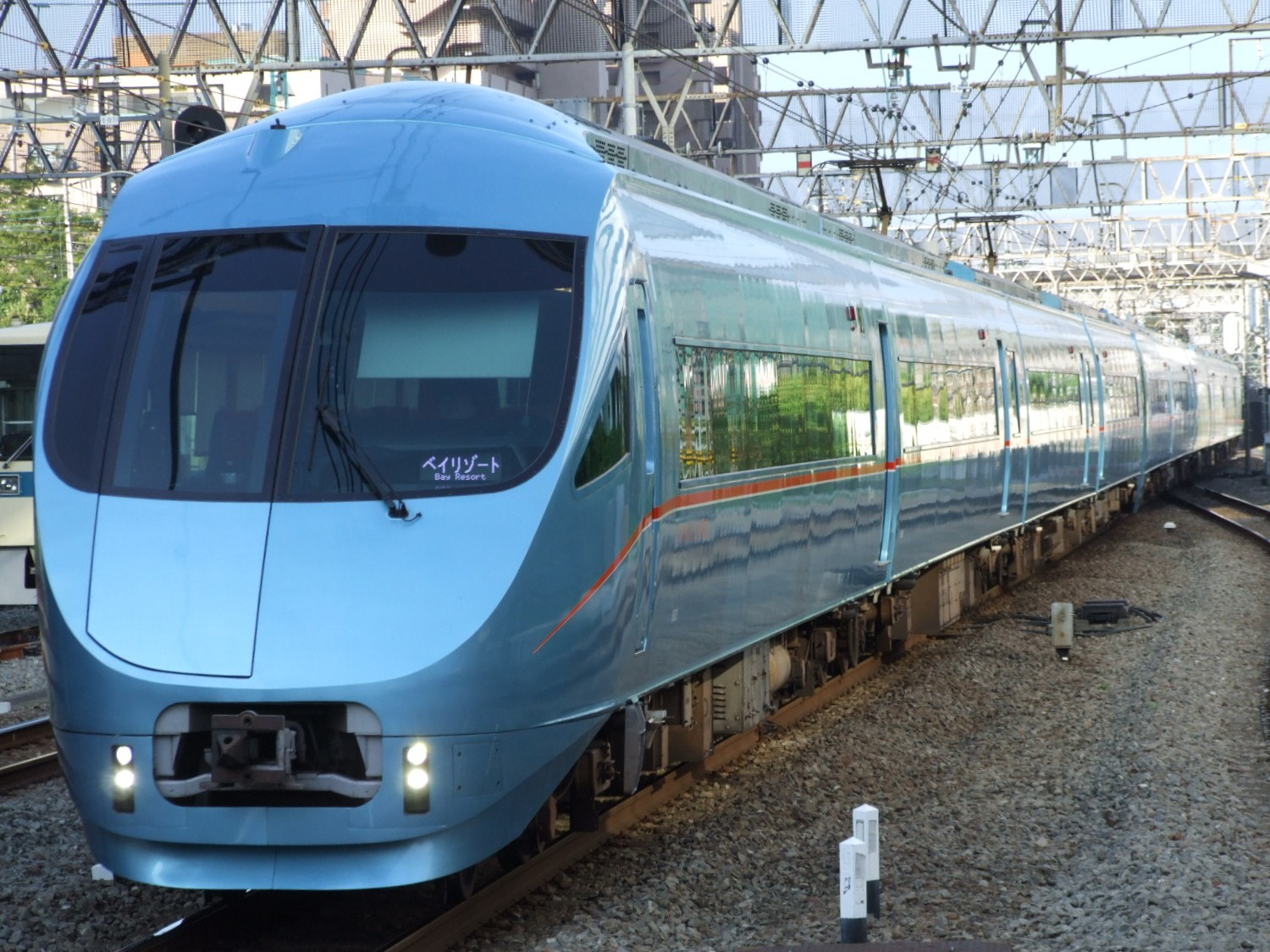
2008年から地下鉄に乗り入れを開始したロマンスカー

土休日ダイヤ2008年3月15日、平日ダイヤ2008年3月17日改正。
本改正では、東京地下鉄（東京メトロ）千代田線直通の特急「メトロさがみ号」（本厚木駅 - 北千住駅間・1本）、「メトロはこね号」（北千住駅 - 箱根湯本駅間・土休日のみ2本）、「メトロホームウェイ号」（北千住駅、大手町駅 - 唐木田駅、本厚木駅間・平日3本、土休日1本）、「ベイリゾート号」（本厚木駅 - 東京メトロ有楽町線新木場駅間・臨時列車）の運転開始と、それに伴う60000形「MSE」の営業運転開始が最大のトピックスである。当時、地下鉄直通の有料特急列車は日本では前例がなく、各種メディアでも大きく取り上げられた。
また東京メトロ千代田線直通特急の運転開始に伴い、新宿発「ホームウェイ号」の多摩線直通列車の減便、本厚木行列車1本の秦野への延長、「さがみ号」の土休日の減便が行なわれた。また、成城学園前駅が特急停車駅に追加された。
特急以外では、小田原線の急行において、10両編成による運転が大幅に拡大され、途中駅での分割・連結作業の大幅な削減が行なわれた。これに伴い、箱根登山線へ直通する列車は4両編成による各駅停車のみとなった。
その他の改正内容は以下の通り。
- 平日深夜における、新宿駅発相模大野駅行の快速急行の増発（1本）[61][57]。
- 大和駅始発および行き列車の新設[61][57]。
- 江ノ島線の全各駅停車の6両編成化[61][57]。

また、12月21日には和泉多摩川 - 向ヶ丘遊園間で行われている3線化工事の進展により、経堂、成城学園前、和泉多摩川、登戸の各駅のダイヤ修正が行われた。

#### 2009年 - ロマンスカーの停車パターン変更

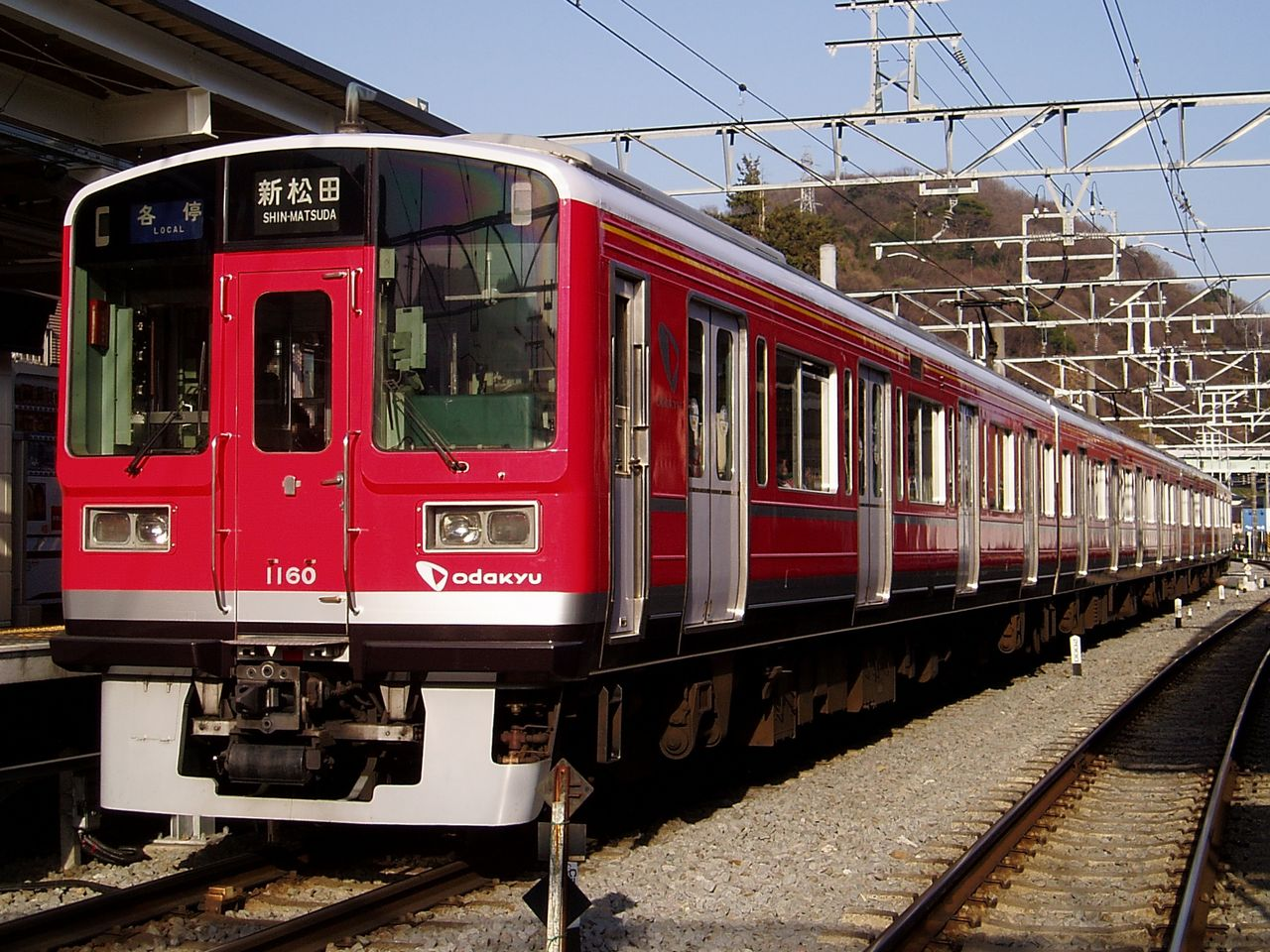
カラーリングが変更された1000形

土休日ダイヤ2009年3月14日、平日ダイヤ2009年3月16日改正。
本改正の主な内容としては、ロマンスカーの停車パターン・運転時刻の変更があげられる。
東京メトロ千代田線直通特急「メトロホームウェイ」は運転時刻・編成両数を変更した。東京メトロ有楽町線直通ロマンスカー「ベイリゾート」は運転日を各月第2・第4土曜日に変更した（8月と12月は毎週土曜日運転）。また、一部のロマンスカーの停車駅が増加し、50000形「VSE」が初めて本厚木駅に停車するようになった。
その他の改正内容は以下のとおり。
- 多摩川橋梁の複々線、登戸 - 向ヶ丘遊園間の3線での運行を開始[61][62]。
- 新宿 - 町田・本厚木間で運行される各駅停車の8両化を推進[64][62]。
- 平日夜間に新宿 - 相模大野間の快速急行を増発[64][62]。
- 多摩線の各駅停車を増発[64][62]。
- 遅延防止のため、一部ダイヤ修正[64][62]。
- 箱根登山線内の折り返し運用および新松田 - 箱根湯本間の直通運用に使用される車両のカラーリングを変更（1000形の一部が変更の対象となった）[64][65]。

### 2010年代

#### 2012年 - 特急の運用変更・一般列車の分割併合全廃
土休日ダイヤ2012年3月17日、平日ダイヤ2012年3月19日改正。
3年ぶりのダイヤ改正となった本改正の主な内容としては、時間帯ごとの利便性向上と車両運用の変更があげられる。
東京メトロ千代田線・箱根登山線直通特急「メトロはこね」が平日にも運転され、成城学園前駅が停車駅に追加された。主要駅に停車する朝夕のロマンスカーが増発。「あさぎり」の運転区間は新宿 - 御殿場間となり、60000形「MSE」での運行となった。「あさぎり」の停車駅が変更され、土休日には「えのしま」との併結運転も実施。
一般列車では途中駅での連結・切り離しが廃止され、土休日に新宿 - 小田原間の快速急行が増発。
その他の改正予定内容は以下のとおり。
- 「メトロホームウェイ」全列車の停車駅に新百合ヶ丘駅が追加[67]。
- 平日に50000形「VSE」が1往復増発[67]。
- 通勤時間帯に相模大野停車の「はこね」「さがみ」の運行。
- 「ホームウェイ」のダイヤが方向別にパターン化[67]。
- 10000形「HiSE」・20000形「RSE」・5000形が定期運用から外れ、371系が御殿場線直通特急「あさぎり」運用から離脱[67]。スーパーシート・グリーン席の営業を終了。
- 前年から運休していた東京メトロ有楽町線直通臨時特急「ベイリゾート」、土休日の唐木田行「ホームウェイ」がそれぞれ運転中止[67]。
- 土休日の日中に町田始発新宿行の急行・新宿始発相模大野行の急行をそれぞれ運転[67]。
- 小田原 - 箱根湯本間の各駅停車の小田原駅発着ホームを11番線とし、箱根登山カラーの車両（1000形）に統一。（一部列車を除く）
- 区間準急の運転区間が新宿 - 本厚木・唐木田間に短縮。

#### 2014年 - 多摩線全駅10両化など
土休日ダイヤ2014年3月15日、平日ダイヤ2014年3月17日改正。
本改正の主な内容としては、朝ラッシュ時の上り快速急行の設定と千代田線直通列車の増発、土休日の特急「ホームウェイ」増発 のほか、多摩線内各駅のホームが10両分に延伸されたことに伴う各駅停車の一部10両編成化 などがあげられる。また、一部列車の運転区間延長が行われる。
なお、乗り入れ先の千代田線およびJR常磐緩行線では同日のダイヤ改正でデータイムに列車が増発（千代田線内は毎時10本から12本に、常磐線内は毎時5本から6本に増発）され、このダイヤパターンの変更により日中の「多摩急行」はすべて唐木田駅 - 我孫子駅間の運転（3社直通、メトロ車）となった。
また多摩線に、平日朝下り1本の新宿始発の準急が設定された。

#### 2015年 - 分かりやすい運行パターンの導入
土休日ダイヤ2015年3月14日、平日ダイヤ2015年3月16日改正。
本改正の主な内容としては、平日夕ラッシュ時の下り快速急行の増発と一部の準急を急行に格上げ、土休日は午前中の快速急行と準急、夕方以降の快速急行の増発のほか、特急ロマンスカーの発車時刻をパターン化し、下り急行は急行停車駅で各駅停車に接続するなどがあげられる。また、一部列車の運転区間延長が行われる。
また、乗り入れ先の箱根登山線からの新宿行ロマンスカー・急行への接続が改善され、箱根湯本発小田原行の一部列車の発車時刻が変更される。

#### 2016年 - 日中運行パターンの大幅変更、快速急行、千代田線直通列車の増発、ロマンスカー停車駅の追加
土休日ダイヤ2016年3月26日、平日ダイヤ2016年3月28日改正。
主な内容としては、長年の基本だった30分ヘッドダイヤを20分ヘッドダイヤに変更して日中の運行形態を大幅に改定した こと、それに伴い東京都心（主に新宿駅）から相模大野駅以遠の利用は急行中心から快速急行中心とし、各駅停車・急行・快速急行の接続により利便性を追求する方針に転換した こと等が挙げられる。
また、新たに特急ロマンスカーの停車駅に海老名駅と伊勢原駅が加わった。
さらに本改正より、小田急4000形が東京メトロ千代田線（以下：千代田線）経由でJR常磐線（以下：常磐緩行線）取手駅までの直通運転を開始し（小田急60000形MSE車は常磐緩行線綾瀬駅以遠への直通運転を行わない。これに伴い小田急の車両による千葉県・茨城県内での営業運転が開始された）、また、JR東日本E233系2000番台が千代田線経由で小田急小田原線本厚木駅（回送列車を含めると伊勢原駅）および小田急多摩線唐木田駅までの直通運転を開始した（JR東日本209系1000番台は小田急線への直通運転を行わない）。
詳細は以下のとおり。
- 全日の日中時間帯でダイヤを30分ヘッドから20分ヘッドに変更、以下の様に各種別の本数調整を実施[73]
  - 特急ロマンスカーの運行形態を以下の様に変更。
    - 停車駅に海老名駅と伊勢原駅を追加。停車する列車は以下のとおり
      - 海老名駅：全日の日中時間帯の「はこね」のうち毎時1本（下りの場合は新宿駅毎時30分発の列車）、「ホームウェイ」2本、「さがみ」2本（土休日上りのみ）…平日上下22往復、土休日下り12本・上り13本
      - 伊勢原駅：「はこね」のうち、午前の下り2本および午後の上り2本 ※神奈川中央交通運行の大山ケーブル行き直通バスに接続。

    - 「メトロホームウェイ」を増発、平日下り18時 - 22時台は千代田線大手町駅 - 本厚木駅間の毎時1本の運行とする。
      - 唐木田駅行きの特急ロマンスカーが、全日の全時間帯で運行を中止し、多摩線における特急ロマンスカーの定期運行が終了。

    - 全日の日中時間帯の新宿駅発車時刻を毎時10分、30分、50分に揃え。発車時刻別に系統および停車駅をほぼ統一。
      - 10分発：「はこね」（町田駅、本厚木駅、小田原駅、箱根湯本駅停車） ※平日10時台のみ「スーパーはこね」（小田原駅、箱根湯本駅停車）
      - 30分発：「はこね」（町田駅、海老名駅、小田原駅、箱根湯本駅停車）
      - 50分発：、新百合ヶ丘駅、相模大野駅、本厚木駅、秦野駅停車の「さがみ」「あさぎり」「えのしま」「はこね」 ※平日13時台のみ設定無し

    - 「メトロはこね」が全日の日中時間帯で全列車が本厚木駅に追加停車。
    - 「スーパーはこね」の運行形態を以下の様に変更。
      - 上り列車の土休日の日中時間帯での運行の中止に伴い、全日の朝 - 日中時間帯の下り列車のみの運行に変更（平日1本、土休日2本）。
      - 新宿駅 - 小田原駅の所要時間を最速63分に短縮。

    - 50000形VSE車におけるシートサービスを廃止（ワゴンサービスに変更）し、「ホームウェイ」での定期運行を開始。

  - 快速急行・急行・多摩急行の運行形態を以下の様に変更。
    - 快速急行の運行形態
      - 快速急行の全日の日中時間帯での運行本数
        - 新宿駅 - 相模大野駅間：毎時6本/約10分間隔
        - 相模大野駅 - 新松田駅間：毎時3本/約20分間隔
        - 新松田駅 - 小田原駅間：毎時2本/約20分と約40分の不等間隔
        - 相模大野駅 - 藤沢駅間：毎時3本/約20分間隔

      - 新宿駅発着小田原線系統の運行形態
        - 全日の日中時間帯での上下の運行本数
          - 新宿駅 - 小田原駅の列車：毎時2本/約20分と約40分の不等間隔
          - 新宿駅 - 新松田駅の列車：毎時1本/約60分間隔
          - 新宿駅 - 新松田駅間：毎時3本/約20分間隔
          - 新松田駅 - 小田原駅間：毎時2本/約20分と約40分の不等間隔

        - 全日の日中時間帯での下りの運行形態
          - 全列車が新百合ヶ丘駅において千代田線・常磐緩行線直通多摩線系統の急行からの接続を受け、新宿駅発着小田原線系統の各駅停車と相互に接続し追い越す。
          - 全列車が相模大野駅において江ノ島線系統の各駅停車に接続する。
          - 全列車が海老名駅において新宿駅発着小田原線系統の各駅停車と相互に接続し追い越す。
          - 一部列車（新宿駅毎時40分始発の小田原駅行き列車は例外）が伊勢原駅において特急ロマンスカーの待避を行う。
          - 一部列車（新宿駅毎時20分始発の小田原駅行き列車は例外）が新松田駅において小田原駅終着の各駅停車に接続する。

        - 全日の日中時間帯での上りの運行形態
          - 一部列車（新松田駅毎時42分始発の新宿駅行き列車のみ）が新松田駅において小田原駅始発の各駅停車の接続を受ける。
          - 全列車が本厚木駅において新宿駅発着小田原線系統の各駅停車に接続する。
          - 全列車が本厚木駅ないし海老名駅において特急ロマンスカーの待避を行う。
          - 一部列車が相模大野駅において江ノ島線系統の各駅停車（長後駅において特急ロマンスカーの待避を行う列車は例外）からの接続を受ける。
          - 全列車が町田駅において新宿駅発着小田原線系統の各駅停車と相互に接続し追い越す。
          - 全列車が新百合ヶ丘駅において千代田線・常磐緩行線直通多摩線系統の急行と相互に接続する。

      - 新宿駅発着江ノ島線系統の運行形態
        - 全日の日中時間帯での上下の運行本数
          - 新宿駅 - 藤沢駅の列車：毎時3本/約20分間隔
          - 新宿駅 - 片瀬江ノ島駅の列車：夕方 - 夜時間帯の下りの平日2本・土休日1本、朝 - 日中時間帯の上りの全日1本
          - 新宿駅 - 藤沢駅間：毎時3本/約20分間隔
          - 新宿駅 - 片瀬江ノ島駅間：夕方 - 夜時間帯の下りの平日2本・土休日1本、朝 - 日中時間帯の上りの全日1本

        - 全日の日中時間帯での下りの運行形態
          - 全列車が代々木上原駅において千代田線・常磐緩行線直通多摩線系統の急行と相互に接続する。
          - 全列車が新百合ヶ丘駅において新宿駅発着小田原線系統の各駅停車と相互に接続し追い越す。
          - 全列車が相模大野駅において新宿駅発着小田原線系統の急行と相互に接続し、江ノ島線系統の各駅停車に接続する。
          - 全列車が大和駅において江ノ島線系統の各駅停車と相互に接続し追い越す。
          - 全列車が藤沢駅において江ノ島線系統の各駅停車に接続する。

        - 全日の日中時間帯での上りの運行形態
          - 全列車が藤沢駅において江ノ島線系統の各駅停車からの接続を受ける。
          - 全列車が大和駅において江ノ島線系統の各駅停車と相互に接続し追い越す。
          - 全列車が相模大野駅において新宿駅発着小田原線系統の急行と相互に接続する。
          - 全列車が町田駅において新宿駅発着小田原線系統の各駅停車と相互に接続し追い越す。
          - 全列車が代々木上原駅において千代田線・常磐緩行線直通多摩線系統の急行からの接続を受ける。

    - 急行の運行形態
      - 急行の全日の日中時間帯での運行本数
        - 新宿駅 - 代々木上原駅間：毎時3本/約20分間隔
        - 代々木上原駅 - 新百合ヶ丘駅間：毎時6本/約10分間隔
        - 新百合ヶ丘駅 - 唐木田駅間：毎時3本/約20分間隔
        - 新百合ヶ丘駅 - 相模大野駅間：毎時3本/約20分間隔
        - 相模大野駅 - 新松田駅間：毎時3本/約20分間隔
        - 新松田駅 - 小田原駅間：毎時2本/約20分と約40分の不等間隔

      - 新宿駅発着小田原線系統の運行形態
        - 全日の日中時間帯での上下の運行本数
          - 新宿駅 - 小田原駅の列車：毎時2本/約20分と約40分の不等間隔
          - 新宿駅 - 新松田駅の列車：毎時1本/約60分間隔
          - 新宿駅 - 新松田駅間：毎時3本/約20分間隔
          - 新松田駅 - 小田原駅間：毎時2本/約20分と約40分の不等間隔

        - 全日の日中時間帯での下りの運行形態
          - 全列車が成城学園前駅において新宿駅発着の各駅停車と相互に接続し追い越す。
          - 全列車が向ヶ丘遊園駅において、特急ロマンスカーの待避を行う。
          - 全列車が新百合ヶ丘駅において新宿駅発着小田原線系統の各駅停車と相互に接続し追い越す。
          - 全列車が相模大野駅において新宿駅発着江ノ島線系統の快速急行と相互に接続し、江ノ島線系統の各駅停車に接続する。
          - 全列車が海老名駅において新宿駅発着小田原線系統の各駅停車と相互に接続し追い越す。
          - 一部列車（新宿駅毎時40分始発の小田原駅行き列車は例外）が伊勢原駅において特急ロマンスカーの待避を行う。
          - 一部列車（新宿駅毎時20分始発の小田原駅行き列車は例外）が新松田駅において小田原駅終着の各駅停車に接続する。

        - 全日の日中時間帯での上りの運行形態
          - 一部列車（新松田駅毎時9分始発の新宿駅上り行き列車のみ）が秦野駅において、特急ロマンスカーの待避を行う。
          - 全列車が新松田駅において小田原駅始発の各駅停車からの接続を受ける。
          - 全列車が本厚木駅において新宿駅発着小田原線系統の各駅停車に接続する。
          - 全列車が相模大野駅において新宿駅発着江ノ島線系統の快速急行と相互に接続する。
          - 全列車が町田駅において新宿駅発着小田原線系統の各駅停車と相互に接続し追い越す。
          - 全列車が成城学園前駅において新宿駅発着小田原線系統の各駅停車と相互に接続し追い越す。

      - 千代田線・常磐緩行線直通多摩線系統の運行形態
        - 全日の日中時間帯での上下の運行本数
          - 千代田線・常磐緩行線方面（原則として我孫子駅発着） - 唐木田駅の列車：毎時3本/20分間隔
          - 代々木上原駅 - 唐木田駅間：毎時3本/20分間隔

        - 従来の多摩急行による千代田線・常磐緩行線方面（原則として我孫子駅発着） - 唐木田駅間（毎時2本/30分間隔）を急行に格上げし増発。これにより、日中は向ヶ丘遊園駅の急行の停車本数が、毎時4本/約10分と約20分の不等間隔から毎時6本/約10分間隔に回復。
        - 全日の日中時間帯での下りの運行形態
          - 全列車が代々木上原駅において新宿駅発着江ノ島線系統の快速急行と相互に接続する。
          - 全列車が成城学園前駅において新宿駅発着小田原線系統の各駅停車と相互に接続し追い越す。
          - 全列車が新百合ヶ丘駅において新宿駅発着小田原線系統の快速急行および新宿駅発着小田原線系統の各駅停車と相互に接続する。

        - 全日の日中時間帯での上りの運行形態
          - 全列車が新百合ヶ丘駅において新宿駅発着小田原線系統の快速急行と相互に接続する。
          - 全列車が成城学園前駅において新宿駅発着小田原線系統の各駅停車と相互に接続し追い越す。
          - 全列車が代々木上原駅において新宿駅発着江ノ島線系統の快速急行に接続する。

    - その他
      - 江ノ島線の急行の運行形態
        - 全日の日中時間帯での運行の中止に伴い、全日の朝時間帯および夕 - 夜時間帯のみの運行に変更。
        - 本鵠沼駅・鵠沼海岸駅の急行の停車本数が、平日朝の下り2本と夜の上り1本、土休日朝の下り2本と上り4本に激減。

      - 経堂駅に停車する急行の運行形態
        - 平日の日中時間帯における経堂駅に停車する急行の発車時刻が10時 - 18時までに変更。

      - 小田原線町田駅以遠の区間のみ運行の急行の運行形態
        - 全日の日中時間帯での運行の中止に伴い、全日の朝時間帯および夕 - 夜時間帯のみの運行に変更。
        - 開成駅 - 足柄駅間の各駅の急行の停車本数が、夕方 - 夜の下り平日3本と土休日夜の1本、朝・夕方 - 夜の上り平日3本土休日5本に激減。

      - 多摩線の急行の運行形態
        - 唐木田駅発の急行新宿駅行きを土休日の朝時間帯に1本新設。

  - 準急の運行形態を以下の様に変更。
    - 平日朝時間帯の新宿駅行きの上り準急1本を、千代田線直通綾瀬行きに行先変更。
    - 常磐緩行線・千代田線方面 - 本厚木駅間の準急を、平日の夕方以降に毎時1本程度増発。

  - 区間準急について、全日の全時間帯で運行を中止。
    - 区間準急の運行中止に伴い、梅ヶ丘駅 - 百合ヶ丘駅間の急行通過駅については、各駅停車のみの停車（毎時6本/10分間隔）に変更。

  - 各駅停車の運行形態を以下の様に変更。
    - 小田原線系統の各駅停車の運行形態
      - 新宿駅発着小田原線系統の各駅停車の運行形態
        - 全日の日中時間帯での上下の運行本数
          - 新宿駅 - 本厚木駅の列車：毎時6本/約10分間隔

        - 全日の日中時間帯での下りの運行形態
          - 全列車が成城学園前駅において新宿駅発着小田原線系統の急行ないし千代田線・常磐緩行線直通多摩線系統の急行と相互に接続し追い越される。
          - 全列車が新百合ヶ丘駅において新宿駅発着小田原線系統の急行および新宿駅発着江ノ島線系統の快速急行と相互に接続し追い越される、もしくは千代田線・常磐緩行線直通多摩線系統の急行と相互に接続しかつ新宿駅発着小田原線系統の快速急行と相互に接続し追い越される。
          - 一部列車が相模大野駅において江ノ島線系統の各駅停車（大和駅において特急ロマンスカーの待避を行う列車は例外）に接続する。
          - 全列車が海老名駅において新宿駅発着小田原線系統の快速急行ないし新宿駅発着小田原線系統の急行と相互に接続し追い越される。

        - 全日の日中時間帯での上りの運行形態
          - 全列車が本厚木駅において新宿駅発着小田原線系統の快速急行および新宿駅発着小田原線系統の急行からの接続を受ける。
          - 全列車が相模大野駅において江ノ島線系統の各駅停車からの接続を受ける。
          - 全列車が町田駅において新宿駅発着小田原線系統の急行および新宿駅発着江ノ島線系統の快速急行と相互に接続し追い越される、もしくは新宿駅発着小田原線系統の快速急行と相互に接続し追い越される。
          - 全列車が成城学園前駅において新宿駅発着小田原線系統の急行ないし千代田線・常磐緩行線直通多摩線系統の急行と相互に接続し追い越される。

        - 全日の全時間帯での上下の運行形態
          - 平日の朝時間帯の1往復と平日の夕方 - 夜時間帯の2往復の6両編成での運行を除き、全日の全時間帯で新宿駅発着の各駅停車を8両編成での運行に統一。
          - 千代田線・常磐緩行線直通準急の増発に伴い、平日の夕方 - 夜時間帯の新宿駅発着小田原線系統の各駅停車のうち毎時1本程度について、向ヶ丘遊園駅発着に変更。
          - 小田原駅始発の各駅停車新宿駅行きは平日の夜時間帯に1本を運行。

      - 新松田駅 - 小田原駅間の各駅停車の運行形態
        - 全日の日中時間帯での上下の運行本数
          - 新松田駅 - 小田原駅の列車：毎時4本/約10分と約20分の不等間隔
          - 新松田駅 - 小田原駅間：毎時4本/約10分と約20分の不等間隔

        - 全日の日中時間帯での上下の運行形態
          - 全列車が新松田駅において新宿駅発着小田原線系統の快速急行ないし新宿駅発着小田原線系統の急行に接続する。

    - 江ノ島線系統の各駅停車の運行形態
      - 全日の日中時間帯での上下の運行本数
        - 平日
          - 相模大野駅 - 片瀬江ノ島駅の列車：毎時6本/約10分間隔
          - 相模大野駅 - 片瀬江ノ島駅間：毎時6本/約10分間隔

        - 土休日
          - 町田駅 - 片瀬江ノ島駅の列車：毎時3本/約20分間隔
          - 相模大野駅 - 片瀬江ノ島駅の列車：毎時3本/約20分間隔
          - 町田駅 - 相模大野駅間：毎時3本/約20分間隔
          - 相模大野駅 - 片瀬江ノ島駅間：毎時6本/約10分間隔

      - 全日の日中時間帯での下りの運行形態
        - 全列車が相模大野駅において新宿駅発着小田原線系統の急行および新宿駅発着江ノ島線系統の快速急行および新宿駅発着小田原線系統の各駅停車、もしくは新宿駅発着小田原線系統の快速急行および新宿駅発着小田原線系統の各駅停車からの接続を受ける（大和駅において特急ロマンスカーの待避を行う列車は例外で新宿駅発着小田原線系統の快速急行からの接続のみを受ける。）。
        - 全列車が大和駅において江ノ島線の各駅停車と相互に接続し追い越す。
        - 一部列車が大和駅において特急ロマンスカーの待避を行う。
        - 全列車が藤沢駅において新宿駅発着江ノ島線系統の快速急行からの接続を受ける。

      - 全日の日中時間帯での上りの運行形態
        - 全列車が藤沢駅において新宿駅発着江ノ島線系統の快速急行に接続する。
        - 一部列車が長後駅において特急ロマンスカーの待避を行う。
        - 全列車が大和駅において新宿駅発着江ノ島線系統の快速急行と相互に接続し追い越す。
        - 一部列車（長後駅において特急ロマンスカーの待避を行う列車は例外）が相模大野駅において新宿駅発着小田原線系統の快速急行に接続する。
        - 全列車が相模大野駅において新宿駅発着小田原線系統の各駅停車に接続する。

      - 全日の全時間帯での上下の運行形態
        - 小田原線町田駅以東との直通運転を原則として全日の全時間帯で中止し、平日の朝時間帯の下り列車に限り、各駅停車片瀬江ノ島駅行きのうち新宿駅始発を1本、成城学園前駅始発を1本運行。

    - 多摩線系統の各駅停車の運行形態
      - 全日の日中時間帯での上下の運行本数
        - 新百合ヶ丘駅 - 唐木田駅の列車：毎時6本/10分間隔
        - 新百合ヶ丘駅 - 唐木田駅間：毎時6本/10分間隔

      - 全日の全時間帯での上下の運行形態
        - 小田原線との直通運転は、新宿駅発着は平日朝時間帯下り3本、上り7本、夕方 - 夜時間帯上り7本、土休日朝時間帯下り1本、上り1本、夕方時間帯上り1本を運行。成城学園前駅始発の各駅停車唐木田駅行きは平日朝時間帯下り1本を運行。

### 複々線完成以降

#### 2018年 - 代々木上原駅 - 登戸駅間複々線化完成に伴う新ダイヤ
土休日ダイヤ2018年3月17日、平日ダイヤ2018年3月19日改正。キャッチフレーズは「HELLO NEW ODAKYU!」である。
2017年11月1日に2018年3月実施のダイヤ改正の内容が発表され、その後2017年12月15日にダイヤ改正日は土休日ダイヤが2018年3月17日、平日ダイヤが2018年3月19日と発表された。朝ラッシュ上り及び夕ラッシュ下りの時刻表もプレスリリースに含まれていた。
特に重要な変化は以下の通りである。
- 土休日下りの「スーパーはこね」の新宿駅 - 小田原駅間の所要時間が最速59分となり、1927年（昭和2年）の開業以来初めて1時間を切った。
- 土休日ダイヤでは、新たに「メトロえのしま号」の運行が開始された。
- 朝上りの特急が増発され「モーニングウェイ号」「メトロモーニングウェイ号」の運行が開始された。
- 快速急行が日中時間帯以外でも増発され、停車駅に登戸駅が追加された。また、多摩線での運行も開始された（多摩線内停車駅は急行と同じ）。
- 多摩急行・急行の多摩線 - 千代田線での直通が廃止され、この区間を直通するのは平日下り1本の（小田急車運用の）各駅停車のみとなった。これにより、東京メトロ車・JR東日本車の多摩線における営業運用がなくなった。
- 平日朝ラッシュ時間帯上りに通勤急行が設定され53年ぶりに種別が復活した。唐木田・小田急多摩センター駅 → 新宿駅間の運転となった（停車駅は急行から経堂・登戸を除く）。唐木田駅開業後初となる小田急多摩センター駅始発の列車も設定された。
- 平日朝ラッシュ時間帯上りに全列車千代田線直通の通勤準急が設定され、通勤急行とともに53年ぶりに種別が復活した（ダイヤ改正以前の準急（平日朝ラッシュ時間帯上りの列車を除く）の停車駅と同等。経堂にも停車）。
- 準急が全列車千代田線直通に変更され、停車駅に千歳船橋駅・祖師ヶ谷大蔵駅・狛江駅の3駅が追加された。
- 千代田線・常磐緩行線直通の各駅停車が新設され、同時に小田原線において、特急ロマンスカー以外の列車の千代田線・常磐緩行線との相互直通運転区間が本厚木駅以東から伊勢原駅以東に拡大された[注釈 1]。
- 一部駅における初電の繰り上げ・終電の繰り下げが行われた。
- 70000形GSEの運用が開始された。
- 特急ロマンスカー「あさぎり号」が「ふじさん号」（英名:Mt.Fuji）に名称変更され、発車時刻も変更された。
- 新松田駅、向ヶ丘遊園駅の2駅への特急ロマンスカーの停車が取り止められた(御殿場線直通列車のJR松田駅への停車は継続)。
- 新松田駅 - 小田原駅間の各駅停車が日中毎時4本から3本に減便された。
- 日中時間帯の急行は小田原駅発着から新松田駅発着に変更された。
- 箱根湯本駅発着の特急ロマンスカーの料金が見直された。
- 途中で種別を変更する列車の案内方法が変更（#小田急における列車運行の特徴を参照）された。

#### 2019年 - 代々木上原駅 - 新宿駅間10両編成の各駅停車運行開始に伴う改正
土休日ダイヤ2019年3月16日、平日ダイヤ2019年3月18日改正。
特に重要な変化は以下の通りである。
- 開成駅がホーム延長により、急行停車駅に再度格上げされた。
  - これに伴い、新松田駅で種別変更を行う快速急行が誕生した。
- 代々木八幡駅のホーム改良工事により、新宿駅 - 代々木上原駅間で10両編成の各駅停車の運行が開始された。
- 小田急多摩センター駅8:10発の通勤急行が8両編成から10両編成に変更された。
- 東京メトロ千代田線北綾瀬駅のホーム延長により、北綾瀬行きの列車が初めて設定された。
- 日中時間帯の一部準急（成城学園前駅発着）の運転を取り止め。
  - これにより、日中の準急は向ヶ丘遊園駅発着となり毎時6本から3本に減便された。
- 平日の夜間時間帯、経堂駅に停車する時間帯が拡大（下り列車、22時以降）。

### 2020年代

#### 2020年
土休日ダイヤ2020年3月14日、平日ダイヤ2020年3月16日改正。
特に重要な変化は以下の通りである。
- 平日朝に運転される各駅停車の10両編成化を推進し、輸送力を増強するほか、土休日の特急ロマンスカーを1本増発し、定員数を踏まえた一部列車の車型変更も行う。
- 平日の夜間時間帯、経堂駅に停車する時間帯が拡大（下り列車、21時以降）。

#### 2021年
土休日ダイヤ2021年3月13日、平日ダイヤ2021年3月15日改正。
特に重要な変化は以下の通りである。
- 早朝・深夜時間帯の初電・終電の時刻を見直したダイヤで、概ね5 - 20分程度繰り上げ・繰り下げたダイヤで、終電後のメンテナンス時間を確保する。
- 東京メトロ千代田線を経由してJR常磐線に乗り入れる列車において、平日ダイヤの朝夕ラッシュ時間帯のみ最遠の取手駅まで乗り入れるが、土曜・休日ダイヤは終日、全列車が我孫子駅・柏駅・松戸駅折り返しとなる。

#### 2022年
土休日ダイヤ2022年3月12日、平日ダイヤ2022年3月14日改正。
特に重要な変化は以下の通りである。
- 平日朝時間帯は「モーニングウェイ号」を3本増発し、小田原駅方面からの相模大野駅行き急行を5本減便する。
- 日中時間帯の一般列車の運転本数を以下のように見直す。
  - 小田原線の新宿駅 - 新松田駅間の急行を、町田駅 - 小田原駅間での運行に変更し、新松田以西は各駅停車とする。車両は6両編成での運行とする。
  - 新宿駅 - 代々木上原駅間・向ヶ丘遊園駅 - 町田駅間で急行を毎時3本減便する。
  - 千代田線から乗り入れる向ヶ丘遊園駅発着の準急を急行に変更する。
  - 多摩線では新宿駅 - 唐木田駅間の急行を多摩線内各駅停車とし、多摩線内の運転本数を毎時9本から6本に減便する。
- 平日を中心に夕夜間の運転本数を以下のように見直す。
  - 平日夕夜間の新宿駅発の各駅停車と千代田線からの直通列車をいずれも毎時8本から6本に減便し、千代田線からの下り直通列車を準急に統一する。
  - 新宿駅発江ノ島線方面の急行を快速急行、多摩線方面の快速急行を急行に変更し、急行は終日経堂に停車する。
  - 新宿駅発17時台の特急ロマンスカーを全て「ホームウェイ号」とし、小田原駅方面行き「ホームウェイ号」の全列車が海老名駅に停車する（土休日も変更）。
  - 新宿駅発22時台以降の特急ロマンスカーを6本（土休日は5本）から3本に減便する。
  - 「メトロホームウェイ号」については運転時刻を1時間繰り上げて大手町駅発17時台～21時台の運転とし、全列車が成城学園前駅に停車する。
- 特急ロマンスカーの運転本数や運転区間の変更。本数については「ふじさん号」（土休日のみ変更）及び「はこね号」は減便、「さがみ号」及び「えのしま号」は増発となる。
  - 平日：「はこね号」45本→30本、「さがみ号」12本→15本、「えのしま号」3本→4本
  - 土休日：「はこね号」51本→39本、「さがみ号」5本→12本、「ふじさん号」8本→6本、「えのしま号」11本→14本
  - 箱根湯本駅発着の特急ロマンスカー全体の本数は、平日は48本から34本、土休日は60本から47本に減便される[78]。
- 江ノ島線の藤沢駅 - 片瀬江ノ島駅間においては特急ロマンスカー等の一部列車を除き各駅停車の折り返し運転とし、藤沢駅の発着番線を変更する。
- 50000形「VSE」の定期運行を終了する。

#### 2025年
土休日ダイヤ2025年3月15日、平日ダイヤ2025年3月17日改正。
特に重要な変化は以下の通りである。
- 特急ロマンスカーは平日夜間（新宿駅22時台発）に「ホームウェイ号」を1本増発し、土休日は夕方の「さがみ号」1往復を「はこね号」に変更する。
  - 伊勢原駅および秦野駅に停車する列車を増やし、急行または快速急行と接続する。
- 利便性の向上や途中駅での種別変更の削減のため、一部種別の停車駅を追加する。
  - 準急の停車駅に新たに喜多見駅・和泉多摩川駅が追加され、経堂駅から下り方面は各駅に停車する。
  - 急行の停車駅に新たに五月台駅・黒川駅・はるひ野駅が追加され、多摩線内は各駅に停車する。
  - 快速急行の停車駅に新たに開成駅が追加される。
- 快速急行や新百合ヶ丘駅ホームの混雑緩和のため、平日夕方の下り準急の一部を新百合ヶ丘駅で3番ホームを使用する急行伊勢原駅行きに変更する。
- 日中時間帯の千代田線方面 - 向ヶ丘遊園駅間の急行を多摩線唐木田駅まで延長する。
  - これにより、向ヶ丘遊園駅 - 新百合ヶ丘駅間で増発され、多摩線内は急行の割合が大幅に増加する。

## 小田急における列車運行の特徴

### サバー区間とインター区間
小田急では、新宿駅から稲田登戸駅（現・向ケ丘遊園駅）までの区間を「サバー区間」(Suburb の略)、稲田登戸駅以西の区間を 「インター区間」(Inter country の略) と称していた。開業当時、サバー区間では最大10分間隔で運行し、インター区間での運行間隔は45分から60分となっており、稲田登戸駅を境に運行頻度が大きく変えられていた。
国鉄・JRにおける電車特定区間とよく似ている都市近郊区間と郊外区間を分けた概念である。小田原線が一気に開通した小田急は、当初から電気鉄道ならではの駅間距離の短さと同時に路線長80kmを超える中距離鉄道という2つの特徴を併せ持っていた。このことは、各駅停車だけ走らせていると効率が良くないため、初期はサバー区間の区間列車を各駅停車とし、インター区間に直通する列車はサバー区間内で停車駅を絞り、遠近分離を図っていた。それは国鉄・JRの中距離電車の考え方によく似ている。
第二次世界大戦後も長らく継承されてきたが、東京通勤圏拡大や多摩線の開通、東京メトロ千代田線への直通運転に伴い、現在ではサバー／インターの境界は新百合ヶ丘駅もしくは相模大野駅に移ったとみなされることが多く、その分類も運転間隔・運行区間から列車種別に変わり、遠近分離型から緩急接続重視型のダイヤ編成に移行している。

### 遠近分離の名残「化け急」
なお、遠近分離型の名残は、急行列車の「途中駅での各駅停車列車への種別変更」と「一部列車における各駅停車区間の設定」として長らく存在した。途中で種別を変更する列車の場合、2018年3月のダイヤ改正後からは始発駅から最終行先を表示し、種別変更される駅では種別のみ変更を行う。2018年3月のダイヤ改正前までは最終行先ではなく種別が変更される駅までの行先を掲出し、種別変更される駅では行先表示も変更されていた。例えば、新宿から相模大野まで急行で、相模大野から先は各駅停車となる場合には、行先表示は相模大野までは「急行 相模大野」となっていた。これは「昔から小田急が得意としていた方法」とも評されている。前述の例では、相模大野で入庫する列車でも同じ行先表示となっていた ので、相模大野に到着後にどうなるのかは案内に注意する必要があるとされていた。

## 列車種別
1927年の開業当初、小田急の列車種別は各駅停車と直通の2種類で、同年10月15日に急行という種別が設定された。戦時中は各駅停車のみとなる が、戦後にはまず直通が準急として再開され、さらに1948年からは特急の運行が開始された。1949年10月1日には急行の運行も再開された。1955年に通勤急行・特別準急という種別が登場、さらに1957年には夏季のみ快速急行が設定され、1959年には準特急という種別も新しく設定された。1960年には通勤準急が新設される が、この時点での列車種別は特急・準特急・特別準急・快速急行・急行・通勤急行・準急・通勤準急・各駅停車と8種類になった。
その後、種別については統廃合が進められ、まず1963年に準特急が廃止され、1964年に快速準急が登場した際に通勤準急は準急に変更されている。1968年には特別準急が連絡急行に変更され、1971年には通勤急行と急行が統合され、1972年に快速準急が急行に格上げされた。1991年に連絡急行という種別が特急に格上げされた ため、小田急の列車種別は特急・急行・準急・各駅停車の4種類のみとなった。
しばらくはこの状態で推移したが、2002年には湘南急行・多摩急行という種別が設定され、2004年には湘南急行が廃止になった代わりに快速急行が復活し 区間準急が新たに設定され た。2016年に区間準急が廃止され、さらに2018年に多摩急行が廃止されて通勤急行・通勤準急が復活した ことにより、小田急の列車種別は特急・快速急行・急行・通勤急行・通勤準急・準急・各駅停車という7種類となった。
以下、種別ごとに沿革と概況を記述する。

### 運行実績のある種別

#### 準特急
1953年4月21日のダイヤ改正で設定された、料金不要ながら座席定員制の「サービス急行」として運行を開始した 列車がその起源である。1959年4月21日のダイヤ改正で準特急料金が設定され、準特急に格上げされた。特急用車両の絶対数不足と接客設備の格差によるものであり、車両はセミクロスシート車で2320形電車及び特急から格下げ改造された2300形電車が使用され、小田原線内はノンストップで、土休日のみの運行であった。
1963年4月1日ダイヤ改正で廃止。

#### 特殊急行
特別料金は不要だが、特定の目的の旅客に対して設定し、停車駅が少ない列車である。
| 「丹沢号」（写真は定期列車時代のもの） |  | 秋の味覚号 |
| 「丹沢号」（写真は定期列車時代のもの） |  | 秋の味覚号 |

納涼ビール電車1951年7月に初めて運行され、当初の停車駅は新宿・下北沢・経堂・成城学園前・向ヶ丘遊園・片瀬江ノ島で、座席指定制であるが特急料金の設定はされなかった。ダイヤの過密化に伴い設定が難しくなり、定期特急にビール樽を搭載するなどして継続されたが、それも1977年夏を最後に設定がなくなった。
丹沢号1956年秋に初めて設定された。当初は土曜日の夜の下りと日曜日の早朝下り・日曜日の上り2本が設定され、停車駅は新宿・向ヶ丘遊園・大秦野・渋沢・新松田であった。その後、ダイヤ改正ごとに設定は変更になった が、1967年11月6日のダイヤ改正以降は通常の急行と同一の停車駅となった。1982年7月12日のダイヤ改正以降は休日朝の片道のみ運行となり、1984年を最後に運行されなくなった。その後、1987年以降に、新宿を日曜日の7時11分に発車する急行小田原行きが「丹沢号」として運行されたことがある。
秋の味覚号1973年に設定された際の停車駅は新宿・下北沢・経堂・成城学園前・向ヶ丘遊園・新原町田・座間・渋沢・小田原であった。

#### 快速急行
| 1970年代以前の快速急行の方向幕 |  | 2004年以降の快速急行の種別色は橙 |
| 1970年代以前の快速急行の方向幕 |  | 2004年以降の快速急行の種別色は橙 |

快速急行という種別が初めて登場したのは1957年夏の江ノ島線における夏季輸送ダイヤからで、新宿と片瀬江ノ島の間に運行された。方向板・方向幕は空色をベースとして水色の円形という専用のデザインであった。停車駅は年ごとに異なっていたが、概ね小田原線内では急行停車駅と同一で、江ノ島線内では相模大野と藤沢の間はノンストップであった。車両については、普段は優等列車に入らない車両も使用されていた。1970年代に入ると停車駅は急行と同様になり、快速急行という種別も使用されなくなった。
その後、2004年12月11日のダイヤ改正で、再び快速急行という種別が登場した。これは後述する湘南急行を発展させたもので、江ノ島線だけではなく小田原線相模大野以西の区間においても設定された。設定当初の停車駅は、新宿・代々木上原・下北沢・新百合ヶ丘・町田・相模大野・中央林間・大和・湘南台・藤沢・片瀬江ノ島の各駅で、小田原線の相模大野以西は急行停車駅と同一である。路線図や車両の種別表示において快速急行を示す色は橙色である。
2016年3月26日ダイヤ改正にて、日中ダイヤにおいては新宿から江ノ島線藤沢および小田原線方面に毎時3本ずつ各方面20分間隔（新宿-相模大野間は合わせて10分間隔）での運転に大幅拡大され、急行に代わって相模大野以西に直通して長距離速達輸送を担う中心的優等列車となった。さらに小田原線方面の快速急行はそれまで小田原発着のみだったが、この改正で毎時3本のうち1本が新松田発着となった。
2018年3月17日のダイヤ改正で停車駅に登戸駅が追加され、多摩線でも運転されるようになった。多摩線内の停車駅は新百合ヶ丘・栗平・小田急永山・小田急多摩センター・唐木田の各駅で、急行停車駅と同一である。さらにこの改正で小田原線方面と江ノ島線方面の日中ダイヤが見直され、小田原線方面の快速急行は全日大半が小田原発着に、江ノ島線方面の快速急行は土休日大半が片瀬江ノ島発着となった。
2025年3月15日のダイヤ改正より停車駅に開成駅が追加となる。
停車駅の変遷を表にまとめると以下のようになる。設定上停車したことがない駅は不掲載。
凡例:●…停車 —…通過 ▲…土曜・休日ダイヤのみ停車
小田原線
| 停車駅         | 新 宿 | 代 々 木 上 原 | 下 北 沢 | 登 戸 | 新 百 合 ヶ 丘 | 町 田 | 相 模 大 野 | 海 老 名 | 本 厚 木 | 愛 甲 石 田 | 伊 勢 原 | 鶴 巻 温 泉 | 東 海 大 学 前 | 秦 野 | 渋 沢 | 新 松 田 | 開 成 | 小 田 原 | 備考 |
| -------------- | ----- | -------------- | -------- | ----- | -------------- | ----- | ----------- | -------- | -------- | ----------- | -------- | ----------- | -------------- | ----- | ----- | -------- | ----- | -------- | ---- |
| 2004年12月11日 | ●     | ●              | ●        | —     | ●              | ●     | ●           | ●        | ●        | ●           | ●        | ●           | ●              | ●     | ●     | ●        | —     | ●        |      |
| 2018年3月17日  | ●     | ●              | ●        | ●     | ●              | ●     | ●           | ●        | ●        | ●           | ●        | ●           | ●              | ●     | ●     | ●        | —     | ●        |      |
| 2025年3月15日  | ●     | ●              | ●        | ●     | ●              | ●     | ●           | ●        | ●        | ●           | ●        | ●           | ●              | ●     | ●     | ●        | ●     | ●        |      |

江ノ島線
| 停車駅         | 相模大野 | 中央林間 | 大和 | 湘南台 | 藤沢 | 片瀬江ノ島 | 備考                                   |
| -------------- | -------- | -------- | ---- | ------ | ---- | ---------- | -------------------------------------- |
| 2004年12月11日 | ●        | ●        | ●    | ●      | ●    | ●          |                                        |
| 2018年3月17日  | ●        | ●        | ●    | ●      | ●    | ▲          | 片瀬江ノ島駅は土曜・休日ダイヤのみ停車 |
| 2022年3月12日  | ●        | ●        | ●    | ●      | ●    | —          |                                        |

多摩線
| 停車駅        | 新百合ヶ丘 | 栗平 | 小田急永山 | 小田急多摩センター | 唐木田 | 備考 |
| ------------- | ---------- | ---- | ---------- | ------------------ | ------ | ---- |
| 2018年3月17日 | ●          | ●    | ●          | ●                  | ●      |      |

#### 湘南急行
| 湘南急行の種別色は橙と赤の2色 |  | 湘南急行の種別色は橙と赤の2色 |
| 湘南急行の種別色は橙と赤の2色 |  |                               |

2001年12月からJR東日本で湘南新宿ラインの運行が開始されたことを背景として、2002年3月23日ダイヤ改正から設定された種別である。江ノ島線内でそれまで急行停車駅だった南林間と長後を通過することで、急行より所要時間が最速で5分短縮され、新宿と藤沢を最速57分で結んだ。当初は土休日の4往復は片瀬江ノ島駅まで乗り入れていた が、2003年3月29日のダイヤ改正では増発と同時に全ての列車が藤沢で折り返しとなった。車両の種別表示において湘南急行を示す色は橙と赤の2色であった。
2004年12月11日のダイヤ改正で前述した快速急行に置き換えられ、廃止。

#### 多摩急行

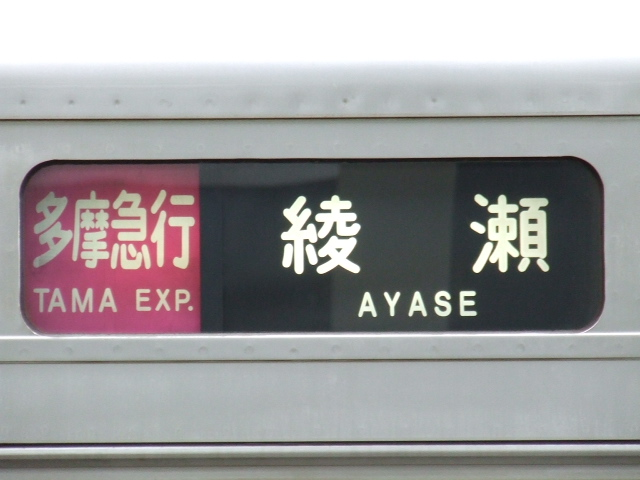
多摩急行の種別色はピンク

2002年3月23日ダイヤ改正から設定された種別で、2000年12月2日のダイヤ改正で増発されていた日中の千代田線直通準急を多摩線に振り向けた上で、速達性の向上を図ったものである。停車駅は、代々木上原・下北沢・経堂・成城学園前・登戸・新百合ヶ丘・栗平・小田急永山・小田急多摩センター・唐木田の各駅で、当時急行通過駅であった経堂は停車したのに対し、急行停車駅であった向ヶ丘遊園は通過となった。2004年12月11日のダイヤ改正以降、路線図や車両の種別表示において多摩急行を示す色はピンク色であった。2016年3月26日のダイヤ改正で日中ダイヤの大規模なパターン変更が行われ、日中時間帯の本種別は向ケ丘遊園にも停車する急行に種別変更されたため、通勤時間帯のみの運転となった。
2018年3月17日のダイヤ改正で廃止。

#### 急行
| 急行の種別色は赤 |  | 急行の種別色は赤 |
| 急行の種別色は赤 |  |                  |

1927年10月15日のダイヤ改正で初めて設定された種別である。設定当初の停車駅は、新宿・経堂・稲田登戸・新原町田・相模厚木・伊勢原・大秦野・新松田・小田原であった。当初は毎時1本運行であったが、需要が少なかったために1928年4月以降は3往復に削減された。1929年4月1日に江ノ島線が開業すると、江ノ島線にも不定期列車ながら急行が設定された が、江ノ島線内の停車駅は藤沢と片瀬江ノ島だけであった。戦時体制に入った1944年11月に、急行はいったん全廃された。
戦後の運行再開は江ノ島線の方が早く、1948年の夏季海水浴輸送で江ノ島線に不定期急行が復活した。翌1949年4月1日のダイヤ改正では小田原線にも急行の運行が再開された。このときの停車駅は、新宿・下北沢・稲田多摩川・新原町田・本厚木・伊勢原・鶴巻・大秦野・渋沢・新松田・小田原で、1日3往復であった。1950年10月1日のダイヤ改正では小田原線急行は1日10往復に増発され、そのうち7往復が箱根登山線箱根湯本駅まで乗り入れた。また、1950年10月から1952年3月31日までにかけて、段階的にGHQ専用列車の設定が廃止された ことに伴い、米軍関係者の利便を図るために一部の急行が相武台前に停車するようになった。1951年10月5日改正では日中の小田原線急行は1時間間隔で運行されるようになり、1952年12月1日のダイヤ改正では、停車駅を稲田多摩川から稲田登戸に変更した。
1955年3月25日ダイヤ改正では停車駅に相模大野が追加された ほか、日中の小田原線急行が30分間隔で運行されるようになった。この時期の江ノ島線の急行では、平日の通勤時間帯に六会に一部列車が停車したほか、ゴルフ客の利用の便を図るために中央林間にも一部の急行が停車していた。1959年4月1日のダイヤ改正からは、それまで不定期運行だった江ノ島線の急行が定期列車として設定された。
その後しばらく動きはなかったが、1964年11月5日のダイヤ改正では急行の8両編成化が行われ、日中の急行のほとんどが相模大野駅で分割・併合を行なうようになった ため、江ノ島線の急行も30分間隔で運行されるようになった。1970年11月9日ダイヤ改正では全列車が登戸に停車を開始した ほか、土曜日に限り運行する不定期急行（通称「土曜急行」）が設定されている。
1971年4月19日ダイヤ改正では全列車が成城学園前に停車するようになり、後述する通勤急行との種別統合が行われ、通勤急行の停車駅がそのまま急行停車駅となった。このダイヤ改正から、海老名に一部の急行が停車するようになった。1972年3月14日ダイヤ改正では快速準急が全て急行に格上げされ、日中の小田原線の急行は毎時4本運行されることになった。その後の1972年12月18日からは海老名とともに愛甲石田・大根が終日急行停車駅として加わり、これによって急行は本厚木と新松田の間を各駅に停車するようになった。なお、1973年に登場した9000形において、黒地に赤文字で「急行」という種別表示が用意され、その後急行という種別を示す色として赤色が使用されるようになった。1974年6月1日には多摩線の分岐駅として新百合ヶ丘が開業し、当初から急行停車駅となった。1978年3月31日から千代田線との直通運転が開始されたことに伴い、代々木上原が急行停車駅に追加された。
1983年3月22日ダイヤ改正では、一部の急行の停車駅に栢山・富水・螢田・足柄が追加された。1990年3月27日からは、中央林間が急行停車駅に追加された。1991年3月16日ダイヤ改正では土休日ダイヤが実施されたことに伴い、土曜日のみ運行されていた不定期急行の設定はなくなった。一方、急行の10両編成化の進展により、1998年8月22日のダイヤ改正からは、10両編成の急行は本鵠沼・鵠沼海岸を通過するようになった。1999年7月17日ダイヤ改正では、相武台前停車列車の設定がなくなった。
2000年12月2日のダイヤ改正では、湘南台が急行停車駅に追加された。また、朝方の多摩線に急行が新設された。多摩線内の当初の停車駅は小田急永山・小田急多摩センター・唐木田であった が、その後2003年3月29日のダイヤ改正で、停車駅に栗平が追加された。また、2004年12月11日ダイヤ改正では、平日の日中および土休日には経堂にも停車するようになった。
2016年3月26日ダイヤ改正では、日中ダイヤの大規模なパターン変更が行われたのに伴い、日中は江ノ島線での運転が取り止められた一方、同時間帯の多摩急行は急行に変更 された。また、相模大野以西の小田原線に直通する急行も実質的に快速急行と時刻を入れ替える形となった上、江ノ島線に直通する快速急行と相模大野で接続する区間運転の急行が廃止となり、新宿発着のみとなったため毎時3本に減便された。一方、代々木上原、新百合ヶ丘、相模大野の各駅にて快速急行との相互接続を図るダイヤになったため、急行は、長距離速達輸送を担う中心的優等列車から、快速急行の補完およびフィーダー輸送を担う補助的優等列車に性格が変わった。
2018年3月17日のダイヤ改正では、経堂通過が平日夕方以降下りのみとなった（平日朝ラッシュピーク時に上りの急行は運転されない）、また開成・栢山・富水・螢田・足柄・本鵠沼・鵠沼海岸は全列車通過となった（ただし、平日朝の上り1本のみ本鵠沼・鵠沼海岸を通過する片瀬江ノ島発着の急行が設定されているが、この列車は小田原線内から快速急行となるため、全区間を通して急行で運転される片瀬江ノ島発着の列車は全て廃止された）。
2019年3月16日のダイヤ改正で、開成駅が急行停車駅に追加された。また、経堂駅通過が平日下り18:00 - 22:00（2020年3月14日ダイヤ改正以降は18:00 - 21:00）のみとなった。
2025年3月15日のダイヤ改正より五月台、黒川、はるひ野が停車駅に追加される。
停車駅の変遷を表にまとめると以下のようになる。設定上停車したことがない駅は不掲載。
凡例:●…停車 ○…一部停車 —…通過 ＝…駅自体が未開設
小田原線
| 停車駅         | 新 宿 | 代 々 木 上 原 | 下 北 沢 | 経 堂 | 成 城 学 園 前 | 登 戸 | 向 ヶ 丘 遊 園 | 新 百 合 ヶ 丘 | 町 田 | 相 模 大 野 | 相 武 台 前 | 海 老 名 | 本 厚 木 | 愛 甲 石 田 | 伊 勢 原 | 鶴 巻 温 泉 | 東 海 大 学 前 | 秦 野 | 渋 沢 | 新 松 田 | 開 成 | 栢 山 | 富 水 | 螢 田 | 足 柄 | 小 田 原 | 備考                                                                    |
| -------------- | ----- | -------------- | -------- | ----- | -------------- | ----- | -------------- | -------------- | ----- | ----------- | ----------- | -------- | -------- | ----------- | -------- | ----------- | -------------- | ----- | ----- | -------- | ----- | ----- | ----- | ----- | ----- | -------- | ----------------------------------------------------------------------- |
| 1927年10月15日 | ●     | —              | —        | ●     | —              | —     | ●              | ＝             | ●     | ＝          | —           | —        | ●        | —           | ●        | —           | —              | ●     | —     | ●        | ＝    | —     | —     | —     | —     | ●        |                                                                         |
| 1949年4月1日   | ●     | —              | ●        | —     | —              | ●     | —              | ＝             | ●     | —           | ○           | —        | ●        | —           | ●        | ●           | —              | ●     | ●     | ●        | ＝    | —     | —     | —     | —     | ●        | 一部列車の相武台前停車は 1950年10月から1952年3月にかけて開始            |
| 1952年12月1日  | ●     | —              | ●        | —     | —              | —     | ●              | ＝             | ●     | —           | ○           | —        | ●        | —           | ●        | ●           | —              | ●     | ●     | ●        | ＝    | —     | —     | —     | —     | ●        |                                                                         |
| 1955年3月25日  | ●     | —              | ●        | —     | —              | —     | ●              | ＝             | ●     | ●           | ○           | —        | ●        | —           | ●        | ●           | —              | ●     | ●     | ●        | ＝    | —     | —     | —     | —     | ●        |                                                                         |
| 1970年11月9日  | ●     | —              | ●        | —     | —              | ●     | ●              | ＝             | ●     | ●           | ○           | —        | ●        | —           | ●        | ●           | —              | ●     | ●     | ●        | ＝    | —     | —     | —     | —     | ●        |                                                                         |
| 1971年4月19日  | ●     | —              | ●        | —     | ●              | ●     | ●              | ＝             | ●     | ●           | ○           | ○        | ●        | —           | ●        | ●           | —              | ●     | ●     | ●        | ＝    | —     | —     | —     | —     | ●        |                                                                         |
| 1972年12月18日 | ●     | —              | ●        | —     | ●              | ●     | ●              | ＝             | ●     | ●           | ○           | ●        | ●        | ●           | ●        | ●           | ●              | ●     | ●     | ●        | ＝    | —     | —     | —     | —     | ●        |                                                                         |
| 1974年6月1日   | ●     | —              | ●        | —     | ●              | ●     | ●              | ●              | ●     | ●           | ○           | ●        | ●        | ●           | ●        | ●           | ●              | ●     | ●     | ●        | ＝    | —     | —     | —     | —     | ●        |                                                                         |
| 1978年3月31日  | ●     | ●              | ●        | —     | ●              | ●     | ●              | ●              | ●     | ●           | ○           | ●        | ●        | ●           | ●        | ●           | ●              | ●     | ●     | ●        | ＝    | —     | —     | —     | —     | ●        |                                                                         |
| 1983年3月22日  | ●     | ●              | ●        | —     | ●              | ●     | ●              | ●              | ●     | ●           | ○           | ●        | ●        | ●           | ●        | ●           | ●              | ●     | ●     | ●        | ○     | ○     | ○     | ○     | ○     | ●        | 開成は1985年3月14日開業                                                 |
| 1999年7月17日  | ●     | ●              | ●        | —     | ●              | ●     | ●              | ●              | ●     | ●           | —           | ●        | ●        | ●           | ●        | ●           | ●              | ●     | ●     | ●        | ○     | ○     | ○     | ○     | ○     | ●        |                                                                         |
| 2004年12月11日 | ●     | ●              | ●        | ○     | ●              | ●     | ●              | ●              | ●     | ●           | —           | ●        | ●        | ●           | ●        | ●           | ●              | ●     | ●     | ●        | ○     | ○     | ○     | ○     | ○     | ●        | 経堂は平日の日中と土休日のみ停車 新松田 - 小田原間は6両急行の一部停車駅 |
| 2018年3月17日  | ●     | ●              | ●        | ○     | ●              | ●     | ●              | ●              | ●     | ●           | —           | ●        | ●        | ●           | ●        | ●           | ●              | ●     | ●     | ●        | —     | —     | —     | —     | —     | ●        | 経堂は平日の夕方以降下りのみ通過                                        |
| 2019年3月16日  | ●     | ●              | ●        | ○     | ●              | ●     | ●              | ●              | ●     | ●           | —           | ●        | ●        | ●           | ●        | ●           | ●              | ●     | ●     | ●        | ●     | —     | —     | —     | —     | ●        | 経堂は平日下り18:00 - 22:00（2020年3月14日以降は18:00 - 21:00）のみ通過 |
| 2022年3月12日  | ●     | ●              | ●        | ●     | ●              | ●     | ●              | ●              | ●     | ●           | —           | ●        | ●        | ●           | ●        | ●           | ●              | ●     | ●     | ●        | ●     | —     | —     | —     | —     | ●        |                                                                         |

江ノ島線相模大野は開業当時は開設されていなかったため、便宜上町田まで記述する。
| 停車駅         | 町田 | 相模大野 | 中央林間 | 南林間 | 大和 | 長後 | 湘南台 | 六会 | 藤沢 | 本鵠沼 | 鵠沼海岸 | 片瀬江ノ島 | 備考                                 |
| -------------- | ---- | -------- | -------- | ------ | ---- | ---- | ------ | ---- | ---- | ------ | -------- | ---------- | ------------------------------------ |
| 1929年4月1日   | ●    | ＝       | —        | —      | —    | —    | ＝     | —    | ●    | —      | —        | ●          | 不定期                               |
| 1955年3月25日  | ●    | ●        | ○        | —      | —    | —    | ＝     | ○    | ●    | —      | —        | ●          | 不定期                               |
| 1959年4月1日   | ●    | ●        | —        | —      | —    | —    | ＝     | —    | ●    | —      | —        | ●          |                                      |
| 1971年4月19日  | ●    | ●        | —        | ●      | ●    | ●    | —      | —    | ●    | ●      | ●        | ●          |                                      |
| 1990年3月27日  | ●    | ●        | ●        | ●      | ●    | ●    | —      | —    | ●    | ●      | ●        | ●          |                                      |
| 1998年8月22日  | ●    | ●        | ●        | ●      | ●    | ●    | —      | —    | ●    | ○      | ○        | ●          |                                      |
| 2000年12月2日  | ●    | ●        | ●        | ●      | ●    | ●    | ●      | —    | ●    | ○      | ○        | ●          |                                      |
| 2004年12月11日 | ●    | ●        | ●        | ●      | ●    | ●    | ●      | —    | ●    | ○      | ○        | ●          | 藤沢 - 片瀬江ノ島間は6両急行の停車駅 |
| 2018年3月17日  | ●    | ●        | ●        | ●      | ●    | ●    | ●      | —    | ●    | —      | —        | ●          |                                      |

多摩線
| 停車駅        | 新百合ヶ丘 | 五月台 | 栗平 | 黒川 | はるひ野 | 小田急永山 | 小田急多摩センター | 唐木田 | 備考 |
| ------------- | ---------- | ------ | ---- | ---- | -------- | ---------- | ------------------ | ------ | ---- |
| 2000年12月2日 | ●          | —      | —    | —    | —        | ●          | ●                  | ●      |      |
| 2003年3月29日 | ●          | —      | ●    | —    | —        | ●          | ●                  | ●      |      |
| 2025年3月15日 | ●          | ●      | ●    | ●    | ●        | ●          | ●                  | ●      |      |

#### 通勤急行
1955年3月25日に初めて設定された。設定当初の停車駅は、新宿・下北沢・稲田多摩川・稲田登戸・新原町田・本厚木・伊勢原・鶴巻・大秦野・渋沢・新松田・小田原で、急行停車駅に稲田登戸を追加したものであった。朝の上りと夕方の下りのみ運転された。1960年3月25日ダイヤ改正では、上りのみ成城学園前にも停車するようになった ほか、江ノ島線にも通勤急行が設定された。江ノ島線内の停車駅は南林間・大和・長後・藤沢・本鵠沼・鵠沼海岸・片瀬江ノ島であった。
1971年4月19日ダイヤ改正で急行と統合されたため廃止。
2018年3月のダイヤ改正でこの種別が復活し、朝ラッシュ上りに多摩線から新宿行きの速達列車として設定された。停車駅は急行から経堂・登戸駅を除いたものとなる。小田急多摩センター始発の列車が多く設定される事が特徴である。

#### 快速準急
1964年11月5日のダイヤ改正で、日中の準急を置き換える形で登場。設定当初の停車駅は、新宿・下北沢・経堂・成城学園前・登戸・向ヶ丘遊園・読売ランド前・鶴川・新原町田・相模大野・本厚木・伊勢原・鶴巻温泉・大秦野・渋沢・新松田・小田原と、当時の急行停車駅に経堂・成城学園前・登戸を追加したもので、休日に限り読売ランド前と鶴川にも停車した。当初は新宿と相模大野の間で運行していたが、その後小田原線全線に運行区間は拡大された。
1972年3月14日ダイヤ改正で全て急行に格上げされて廃止。

#### 準急・直通

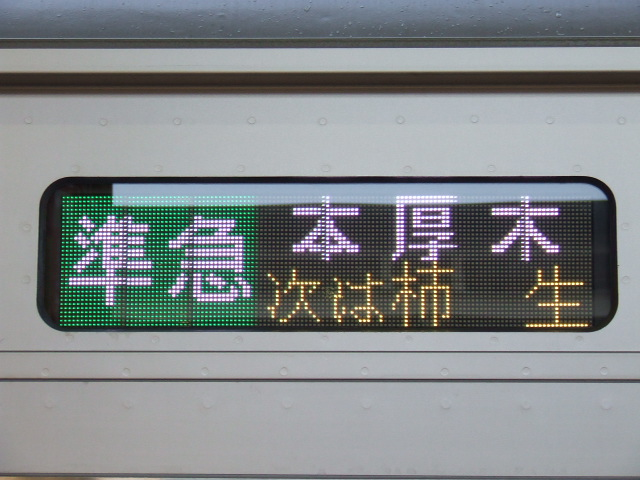
準急の種別色は緑

1927年4月1日に「直通」として設定された種別で、停車駅は新宿・経堂・稲田登戸以西の各駅であった。新宿発着で稲田登戸以西に行く列車は全て「直通」として運行された。開業当初は45分間隔で運行されていたが、わずか2ヵ月後には60分間隔に減便されている。1929年4月1日に江ノ島線が開業すると、江ノ島線への直通列車も60分間隔で設定されたが、停車駅が異なり、停車駅は新宿・経堂・千歳船橋・祖師ヶ谷大蔵・成城学園前・喜多見・狛江・和泉多摩川・稲田多摩川・稲田登戸・玉川学園前以西の各駅であった。第二次世界大戦末期の1945年6月に、全列車が各駅停車となったためいったん廃止された。
終戦後の1946年10月1日に、準急として設定が復活した。停車駅は新宿・下北沢・経堂・成城学園前・稲田多摩川以西の各駅であった。1951年4月1日のダイヤ改正では停車駅が新宿・下北沢・経堂・成城学園前以西の各駅に変更された。この時期は、日中の急行が増発されたことにともない、小田原線の準急は朝夕のみの運転となった。江ノ島線準急は日中30分間隔で運行されており、新原町田か相模大野で急行の待避を行っていた。1950年代までは、特に準急という表示はなく、行先表示板が小田原線準急は「□」、江ノ島線準急が「○」という形でデザインされることで区別されていた。
1960年3月25日のダイヤ改正から、日中にも小田原線の準急の運行が行われるようになり、この頃から「準急」という種別表示が行なわれるようになり、行先表示での区別はなくなった。1964年11月5日のダイヤ改正で日中の準急が全て快速準急に格上げされ、代わりに「通勤」という区別をする必要がなくなった通勤準急が準急に改称された。1971年4月19日ダイヤ改正からは、一部の準急が経堂へ停車するようになり、1972年3月14日ダイヤ改正では日中の準急の運行が再開された。なお、1973年に登場した9000形において、黒地に黄文字で「準急」という種別表示が用意され、その後準急という種別を示す色として黄色が使用されるようになった。1974年6月1日からは、千代田線が代々木公園まで延伸されたため、朝ラッシュ時の上り準急に限り代々木八幡に停車するようになり、千代田線の代々木上原延伸前日の1978年3月30日まで続けられた。
1978年3月31日からは代々木上原も準急停車駅に追加された。千代田線直通準急は朝夕を中心に設定されたが、千代田線直通準急の設定にあたって、列車間合いの関係から上り1本だけが生田・読売ランド前・百合ヶ丘を通過することになり 小田急社内では「スキップ準急」と呼ばれていた。1990年3月27日のダイヤ改正で「スキップ準急」は設定がなくなった。
2000年12月2日のダイヤ改正では、新宿発着の準急を設定変更する形で千代田線直通準急を設定、千代田線直通列車の大幅な増発が図られた。しかし、2002年3月23日ダイヤ改正では日中の千代田線直通準急は全て多摩急行に格上げされ、小田急線内の準急は朝夕のみの運行となった。2009年3月時点での準急の設定本数は、下り11本・上り17本である。2004年12月11日ダイヤ改正以降、車両の種別表示において準急を示す色は緑色 となった。
2018年3月のダイヤ改正で全列車千代田線・常磐線直通となった。準急の停車駅に千歳船橋・祖師ヶ谷大蔵・狛江駅が追加され、経堂は終日停車となり、日中の運行も再開した。また、向ヶ丘遊園駅以西の準急は平日の夕夜間下りのみの運転で、土休日ダイヤの準急は向ヶ丘遊園駅までの運行となる。
2025年3月15日のダイヤ改正より喜多見、和泉多摩川が追加される。
停車駅の変遷を表にまとめると以下のようになる。設定上停車したことがない駅は不掲載。
凡例:●…停車 ○…一部停車 —…通過 ＝…駅自体が未開設
| 停車駅        | 新 宿 | 代 々 木 八 幡 | 代 々 木 上 原 | 下 北 沢 | 経 堂 | 千 歳 船 橋 | 祖 師 ヶ 谷 大 蔵 | 成 城 学 園 前 | 喜 多 見 | 狛 江 | 和 泉 多 摩 川 | 登 戸 | 向 ヶ 丘 遊 園 | 生 田 | 読 売 ラ ン ド 前 | 百 合 ヶ 丘 | 新 百 合 ヶ 丘 | 柿 生 | 鶴 川 | 玉 川 学 園 前 | 町 田 | 町田以西は 各駅に停車 | 備考                                                                             |
| ------------- | ----- | -------------- | -------------- | -------- | ----- | ----------- | ----------------- | -------------- | -------- | ----- | -------------- | ----- | -------------- | ----- | ----------------- | ----------- | -------------- | ----- | ----- | -------------- | ----- | --------------------- | -------------------------------------------------------------------------------- |
| 1927年4月1日  | ●     | —              | —              | —        | ●     | —           | —                 | —              | —        | —     | —              | —     | ●              | ●     | ●                 | ＝          | ＝             | ●     | ●     | ●              | ●     | 町田以西は 各駅に停車 | 直通                                                                             |
| 1929年4月1日  | ●     | —              | —              | —        | ●     | —           | —                 | ●              | ●        | ●     | ●              | ●     | ●              | ●     | —                 | ＝          | ＝             | —     | —     | ●              | ●     | 町田以西は 各駅に停車 | 江ノ島線直通のみで、小田原線直通は変更なし                                       |
| 1946年10月1日 | ●     | —              | —              | ●        | ●     | —           | —                 | ●              | —        | —     | —              | ●     | ●              | ●     | ●                 | ＝          | ＝             | ●     | ●     | ●              | ●     | 町田以西は 各駅に停車 |                                                                                  |
| 1951年4月1日  | ●     | —              | —              | ●        | ●     | —           | —                 | ●              | ●        | ●     | ●              | ●     | ●              | ●     | ●                 | ●           | ＝             | ●     | ●     | ●              | ●     | 町田以西は 各駅に停車 |                                                                                  |
| 1964年11月5日 | ●     | —              | —              | ●        | —     | —           | —                 | ●              | —        | —     | —              | ●     | ●              | ●     | ●                 | ●           | ＝             | ●     | ●     | ●              | ●     | 町田以西は 各駅に停車 |                                                                                  |
| 1971年4月19日 | ●     | —              | —              | ●        | ○     | —           | —                 | ●              | —        | —     | —              | ●     | ●              | ●     | ●                 | ●           | ＝             | ●     | ●     | ●              | ●     | 町田以西は 各駅に停車 |                                                                                  |
| 1974年6月1日  | ●     | ○              | —              | ●        | ○     | —           | —                 | ●              | —        | —     | —              | ●     | ●              | ●     | ●                 | ●           | ●              | ●     | ●     | ●              | ●     | 町田以西は 各駅に停車 |                                                                                  |
| 1978年3月31日 | ●     | —              | ●              | ●        | ○     | —           | —                 | ●              | —        | —     | —              | ●     | ●              | ○     | ○                 | ○           | ●              | ●     | ●     | ●              | ●     | 町田以西は 各駅に停車 |                                                                                  |
| 1990年3月27日 | ●     | —              | ●              | ●        | ○     | —           | —                 | ●              | —        | —     | —              | ●     | ●              | ●     | ●                 | ●           | ●              | ●     | ●     | ●              | ●     | 町田以西は 各駅に停車 | 経堂は平日の朝ラッシュ時上りのみ通過 下りは全列車が停車 高架化まで10両編成は通過 |
| 2018年3月17日 | —     | —              | ●              | ●        | ●     | ●           | ●                 | ●              | —        | ●     | —              | ●     | ●              | ○     | ○                 | ○           | ○              | ○     | ○     | ○              | ○     | 町田以西は 各駅に停車 | 準急は全列車が千代田線・常磐線直通となる 向ヶ丘遊園駅以西は平日夜下りのみ運転    |
| 2025年3月15日 | —     | —              | ●              | ●        | ●     | ●           | ●                 | ●              | ●        | ●     | ●              | ●     | ●              | ○     | ○                 | ○           | ○              | ○     | ○     | ○              | ○     | 町田以西は 各駅に停車 |                                                                                  |

#### 通勤準急
1960年3月25日ダイヤ改正で初めて設定された。設定当初の停車駅は新宿・下北沢・成城学園前・登戸以西の各駅であった が、1964年11月5日に快速準急の設定により、日中の準急がなくなったため区別の意味がなくなり、準急に改称された。
2018年3月のダイヤ改正でこの種別が復活し、全列車が上り千代田線・常磐線直通方面の速達種別として設定された。停車駅は登戸までの各駅・成城学園前・経堂・下北沢と代々木上原から終点までの各駅である。

#### 区間準急・「桜準急」

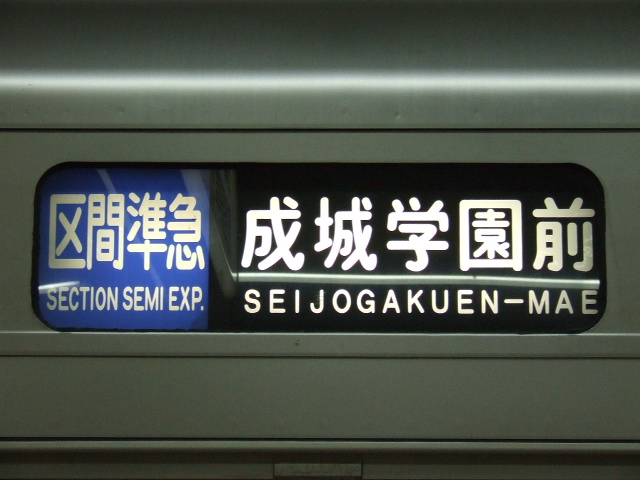
区間準急の種別色は空色

区間準急の運行は、1948年9月に設定された列車からである。この列車では運板が桜のマークであったことから、通称「桜準急」と呼ばれていた。停車駅は新宿・下北沢・豪徳寺以西の各駅であった が、各駅停車の運転間隔が拡大されたことによって各駅停車が輸送力不足となったため、1950年2月に廃止された。
それから50年以上が経過した2004年12月11日のダイヤ改正で、再び区間準急が設定された。これは複々線化工事によって東北沢の待避線が使用できなくなるため、この区間に限って優等列車と同様の速達性を持たせて線路占有時間の拡大を抑える目的で設定され、日中の新宿‐代々木上原間のスジはかつて運転されていた新宿発着の準急（千代田線直通準急→多摩急行に振替）のものを転用することにより代々木上原で多摩急行と接続するようにした。停車駅は新宿・代々木上原・下北沢・梅ヶ丘以西の各駅である。路線図や車両の種別表示において区間準急を示す色は空色である。また優等列車ではあるがもとは各停であったことから、新宿では各停が使用する地下ホームからの発着であった。
2015年度中に新しい列車制御システム「D-ATS-P」が運用開始されたことに伴い、複線でも運転間隔を詰められ、線路占有時間拡大の問題も解消されたことに加え、2016年3月26日のダイヤ改正で日中ダイヤの大規模なパターン変更が行われ、梅ヶ丘-百合ヶ丘間の急行通過駅は各停のみ毎時6本10分間隔の運転に改められる代わりに、急行・快速急行との接続駅が統一されて乗り継ぎによる時間短縮と利便性向上が図られたことから種別廃止となった。

#### 各駅停車
| 各駅停車の行先表示板のデザインは「△」だった |  | 各駅停車の種別色は青 |  | 各駅停車の行先表示板のデザインは「△」だった |
| 各駅停車の行先表示板のデザインは「△」だった |  | 各駅停車の種別色は青 |  |                                             |

文字通り、各駅に停車する列車である。
1927年4月1日の開業当時は、新宿から経堂までと稲田登戸までの区間運転が設定されており、稲田登戸以西にいく各駅停車は設定されていなかった。経堂までは日中5分間隔、稲田登戸までも10分間隔という高頻度運行であったが、現実にはそれだけの需要はなく、わずか2ヵ月後には経堂までは最大10分間隔に、稲田登戸までも最大15分間隔に減便されている。
1929年4月1日の江ノ島線開業後、1934年9月の時刻表では早朝と夜間に新原町田と小田原・片瀬江ノ島を結ぶ区間運転の設定が確認できる。また、藤沢と片瀬江ノ島の間を運行する区間運転の列車が60分間隔で設定された ほか、1938年5月1日ダイヤ改正後の時刻表では、江ノ島線への直通に接続して通信学校と相模厚木の間を運行する区間運転の列車が設定されている。
第二次世界大戦末期の1945年6月には、全列車が各駅停車となった が、電力節約と車両保護を目的として、全線が直列運転 であったため、新宿から小田原までは2時間39分、新宿から片瀬江ノ島までで2時間2分もかかる有様であった。
戦後、優等列車の運行が再開されると、再び各駅停車は区間運転主体に戻った。1959年の時点では、新宿から成城学園前・向ヶ丘遊園と、新原町田から小田原・片瀬江ノ島までの区間を主としており、基本的な運行系統は15種類ほど存在した。1964年11月5日改正からは、相模大野と本厚木の間の各駅停車が15分間隔での運行に増発された。
1972年12月18日からは海老名とともに愛甲石田・大根が終日急行停車駅として加わった が、代わりにこの区間での日中の各駅停車の設定はなくなった。
開業以来、各駅停車では行先表示板のデザインを「△」としていた。しかし、1973年に登場した9000形においては、黒地に白文字で行き先を表示することとなり、行先表示のデザインで各駅停車という種別を区別することはなくなった。また、9000形では黒地に青文字で「各停」という種別表示が用意され、その後各駅停車という種別を示す色として青色が使用されるようになった。
2018年頃から、今まで「各停」と表示していた電光掲示板や表示灯(幕)が、改めて「各駅停車」と種別表示されるよう変更されている。
1983年3月22日ダイヤ改正では、一部の急行の停車駅に栢山・富水・蛍田・足柄が追加された ことに伴い、それまで急行と接続して運行されていた新松田と小田原の区間運転の各駅停車の本数が削減された。その後、1989年3月27日ダイヤ改正では、本厚木と新松田の日中の各駅停車の運行が復活した。
2018年3月のダイヤ改正で千代田線直通列車が設定された。

### 種別表示も用意されたが運行実績のない種別

#### 快速
| 快速の種別色は緑文字 |  | 快速の種別色は緑文字 |
| 快速の種別色は緑文字 |  |                      |

1973年に登場した9000形において、黒地に緑文字で「快速」という種別表示が用意された。この「快速」表示は、その後8000形でも用意されていた が、2002年の湘南急行・多摩急行の運行開始とともに消滅した。